# Biserica reformată din Sâncraiu de Mureș

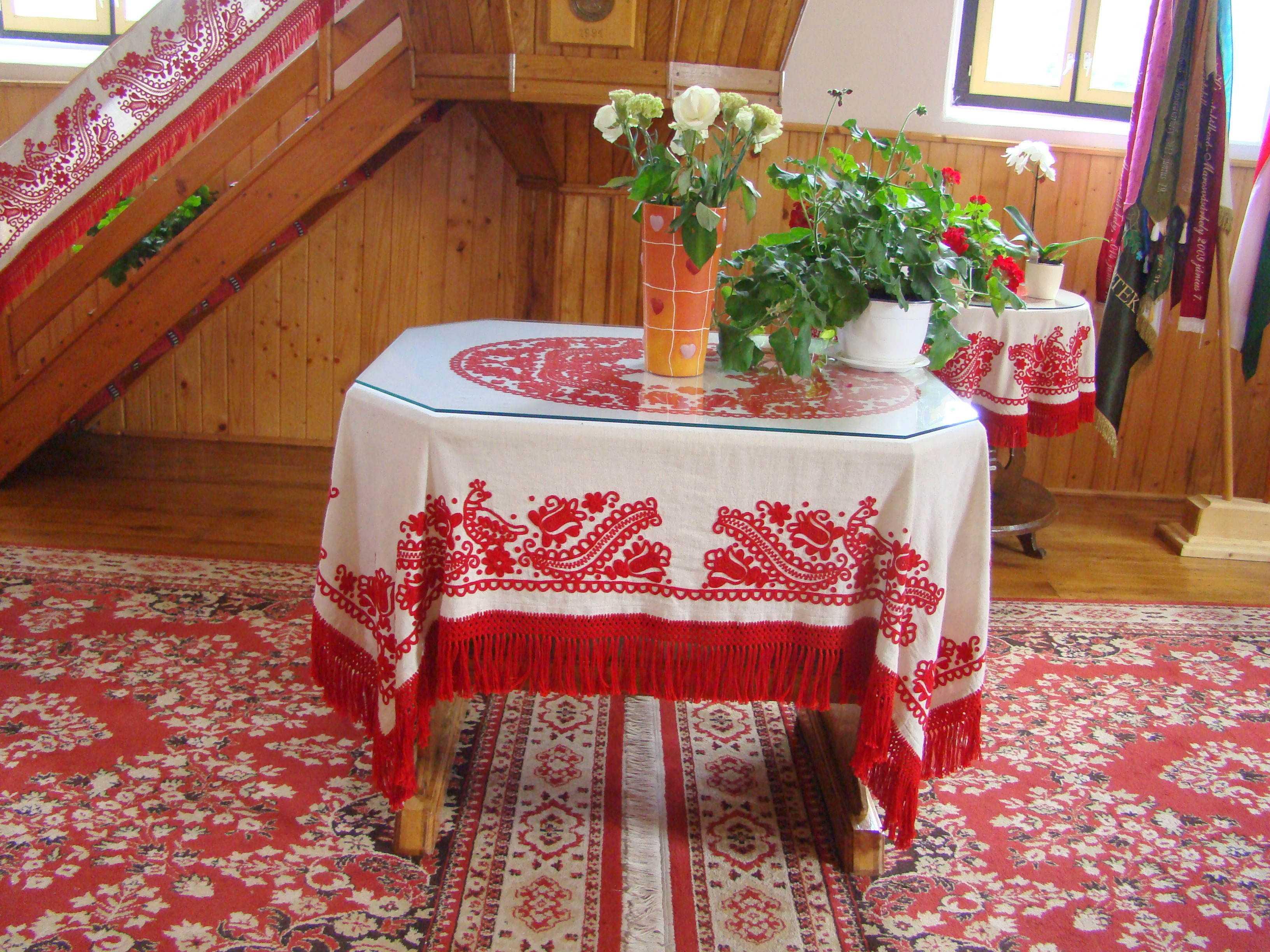
Masa Domnului

Biserica reformată din Sâncraiu de Mureș este un monument istoric aflat pe teritoriul satului Sâncraiu de Mureș, comuna Sâncraiu de Mureș.

## Localitatea
Sâncraiu de Mureș (în maghiară Marosszentkirály, în germană Königsdorf, Weichseldorf) este satul de reședință al comunei cu același nume din județul Mureș, Transilvania, România. Satul a fost menționat pentru prima dată în 1239 sub numele de Sancto Rege. 

## Biserica
Predecesoarea bisericii actuale a fost biserica romanică construită în 1161 în onoarea regelui Ștefan, care a servit ca lăcaș de cult timp de secole. A fost reparată ultima dată în 1869, dar demolată în 1900, datorită stării avansate de degradare. În 1901 a fost construită o nouă biserică, cu 100 de locuri. Între 1991 și 1992, zidurile au fost demolate, cu excepția laturii de sud și a turnului, biserica fiind lărgită cu 4 metri pentru a mări spațiul interior și capacitatea la 400 de persoane.
Vechiul turn, care își păstrează încă caracterul inițial, găzduiește două clopote.
Clopotul mai vechi, cu o greutate de 114 kg, 63 cm în diametru, 55 cm înălțime, este decorat cu trei medalioane rotunde de diferite dimensiuni. Clopotul mic, cu înălțimea de 40 cm și diametrul de 44 cm, are inscripția: „MÁTÉ SÁNDOR ÉS ÉDESANYJA NAGY ANNA VETTÉK ISTEN DICSŐSÉGÉRE A S.N. NÁZNÁNFALVI ECLÉSIA SZÁMÁRA ANNO 1764”.
Pastorii cunoscuți care au slujit în această localitate: Musnai József (1747-?), Sebestyén Mihály (?), Krizbai Dezső (?), Balogh Pál (1778-1888), Sebestyén Mihály (1789-1798), Vétzi Péter (1799-1808), Szántó József (1809), Szabó László (1810-1815), Simon Sámuel (1816-1819), Sebestyén Zsigmond (1820), Novák Péter (1821), Sóváradi Szőcs István (1822-1827), Szente Márton (1828-1838), Ráduly Sámuel (1839-1848), Vizi György (1849-1851), Ráduly Sámuel (1852-1885), Szalma Lajos (1886-1894), Székely Sándor (1896-1929), Bíró Mózes (1930-1931), Péter Sándor (1932-1963), Farkas Ferenc (1964-1974), Gáll Károly (1975-1984), Adorján Kálmán (1985-1990), Csáky Károly (1991-2005), Veress László (2005–).

## Imagini din exterior

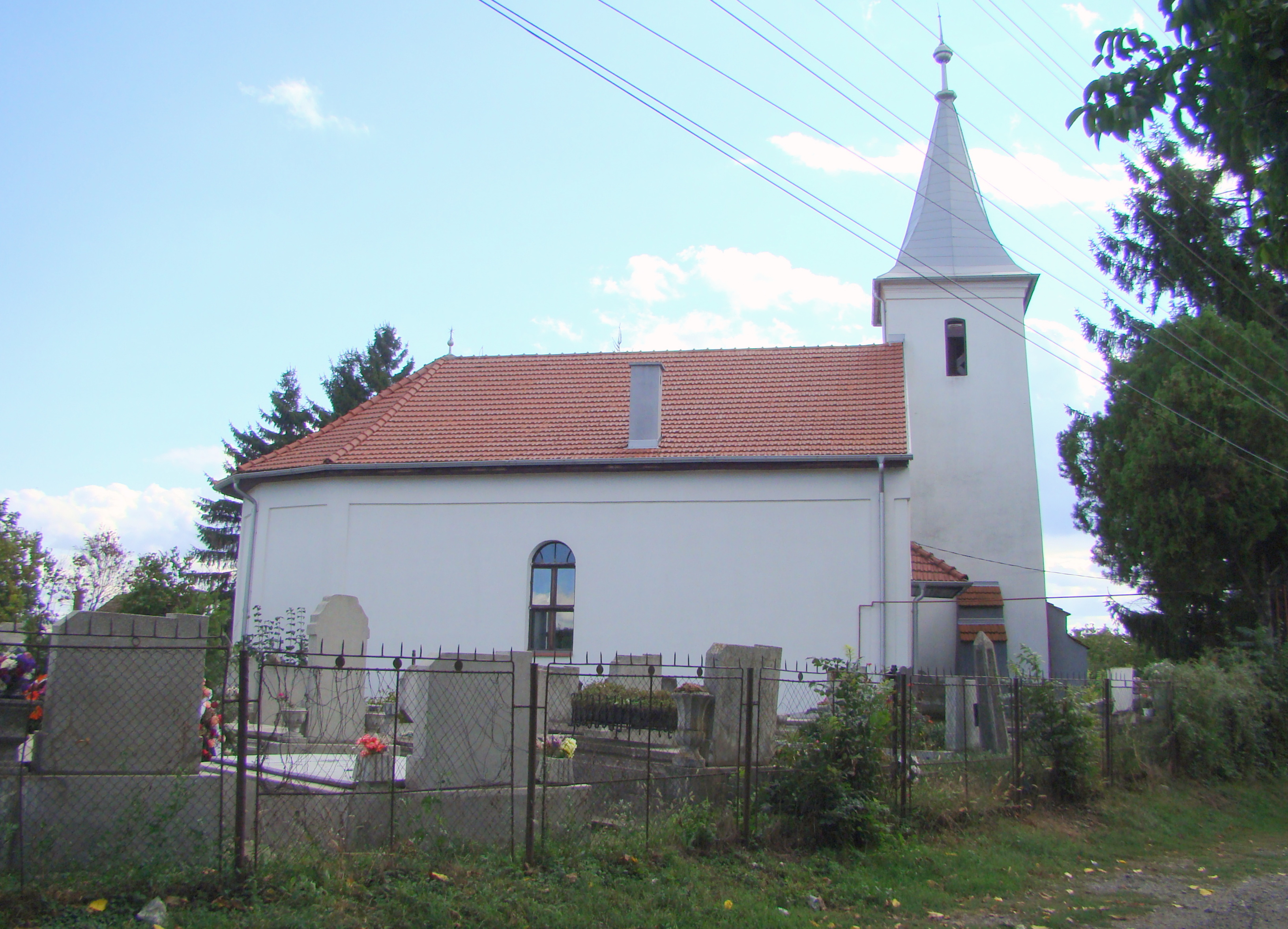
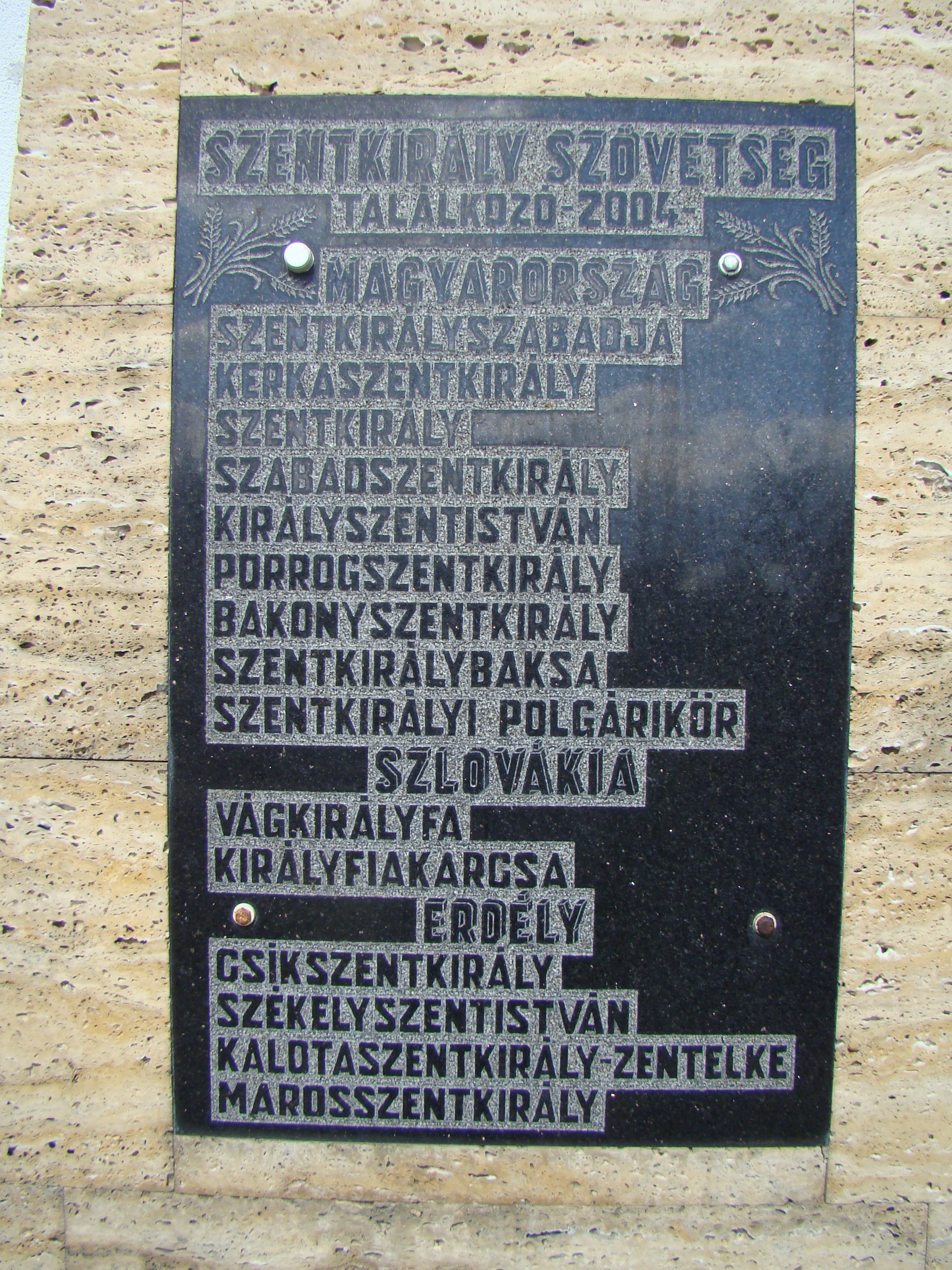
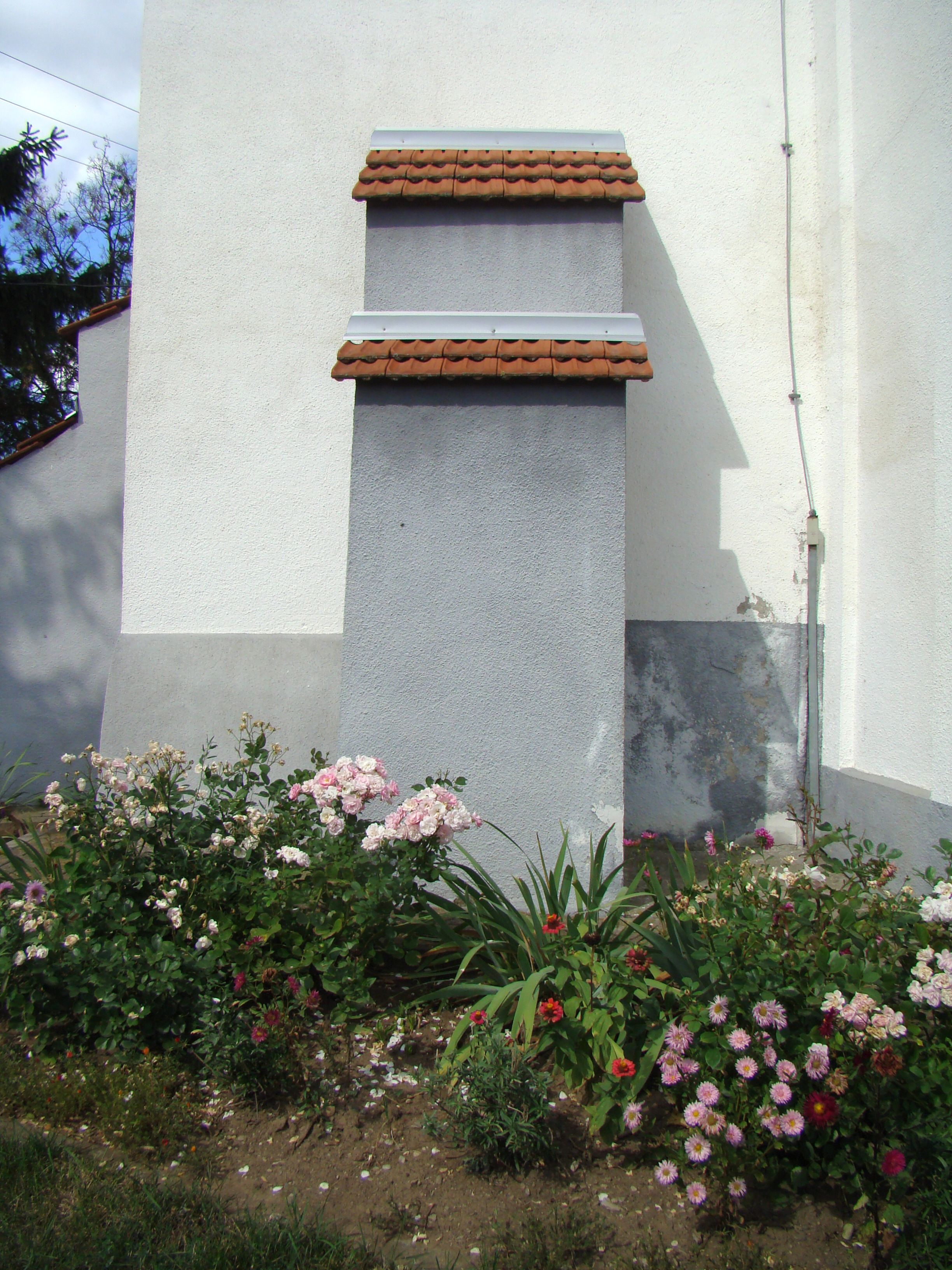
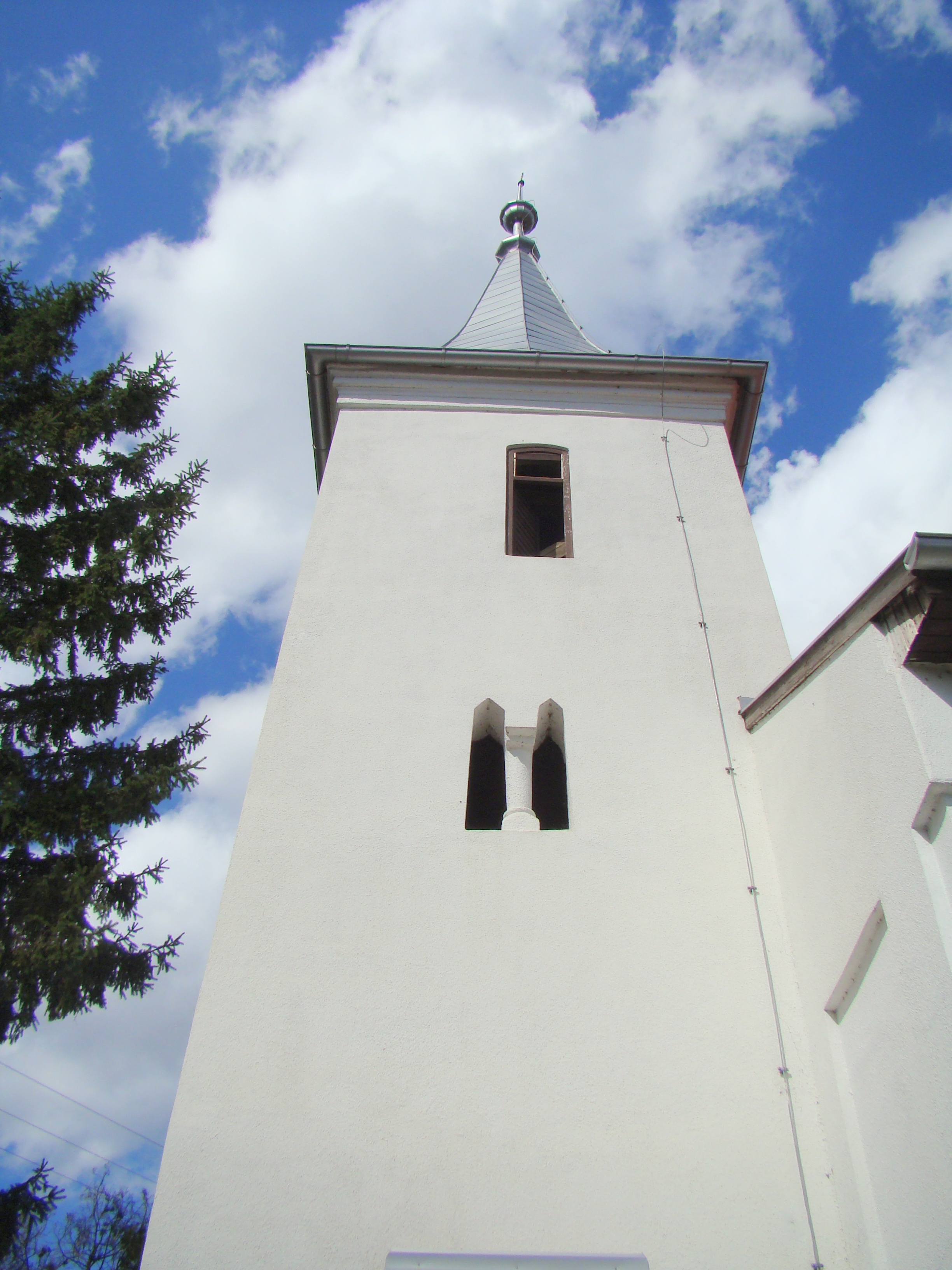
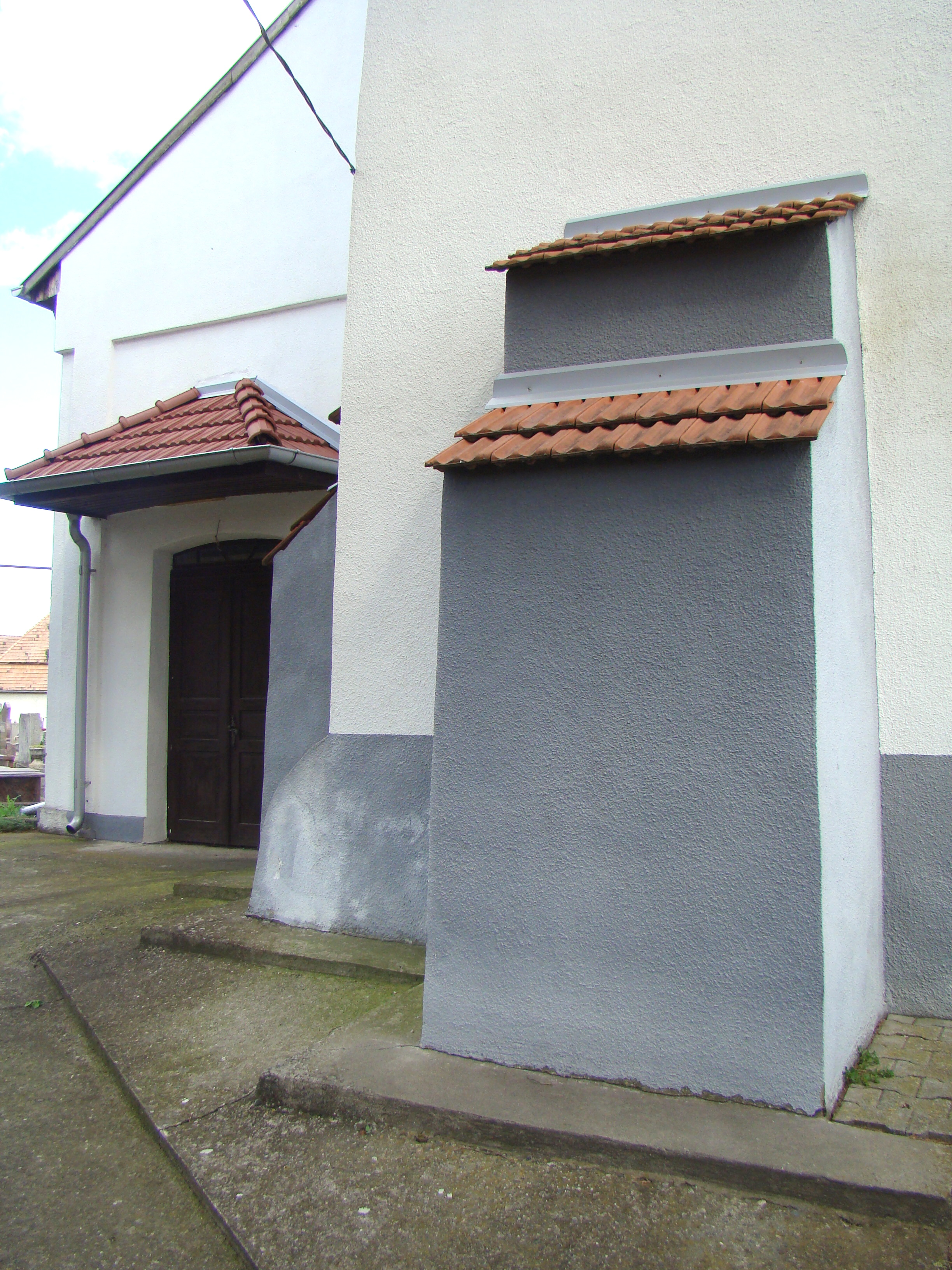
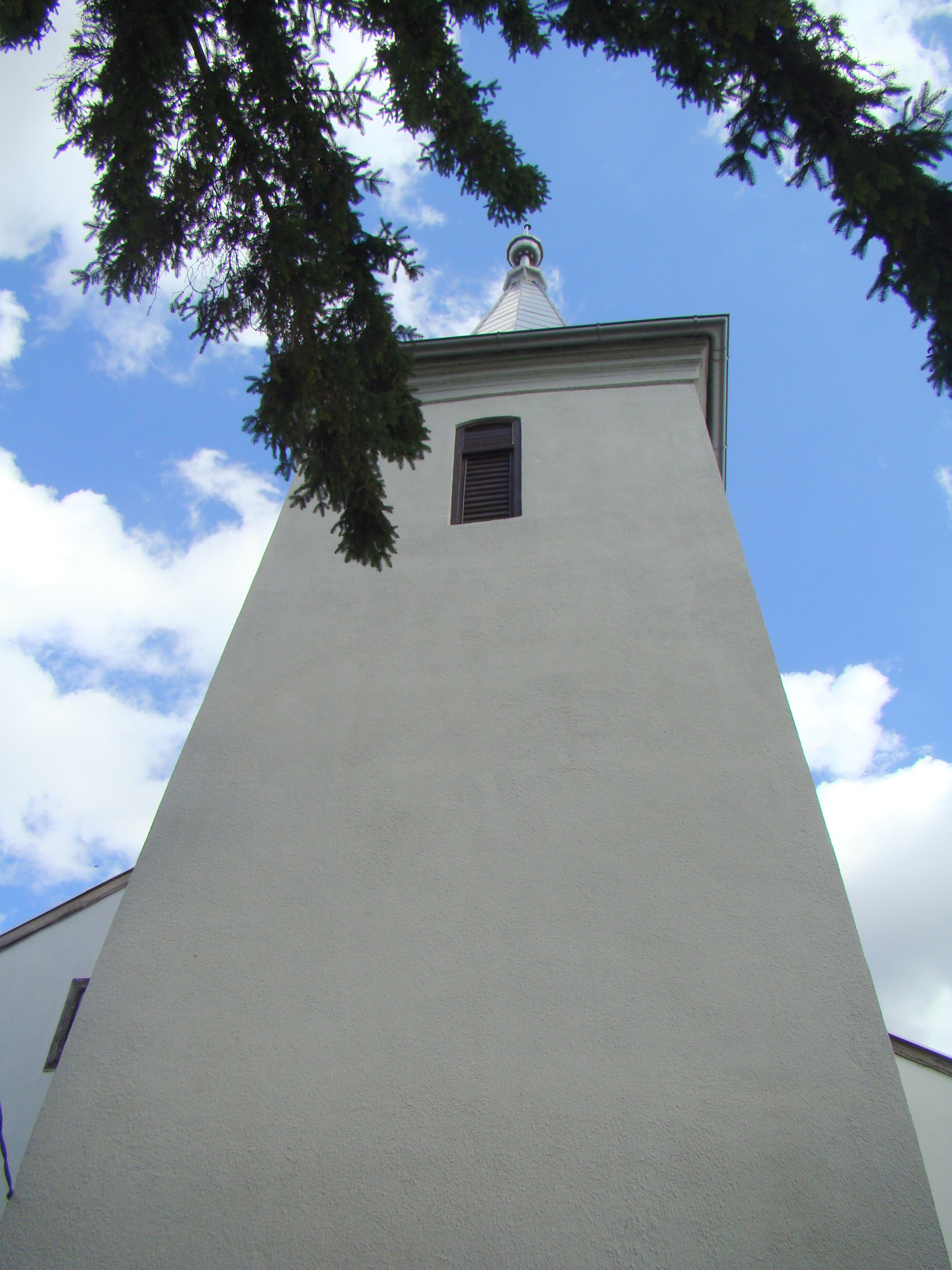
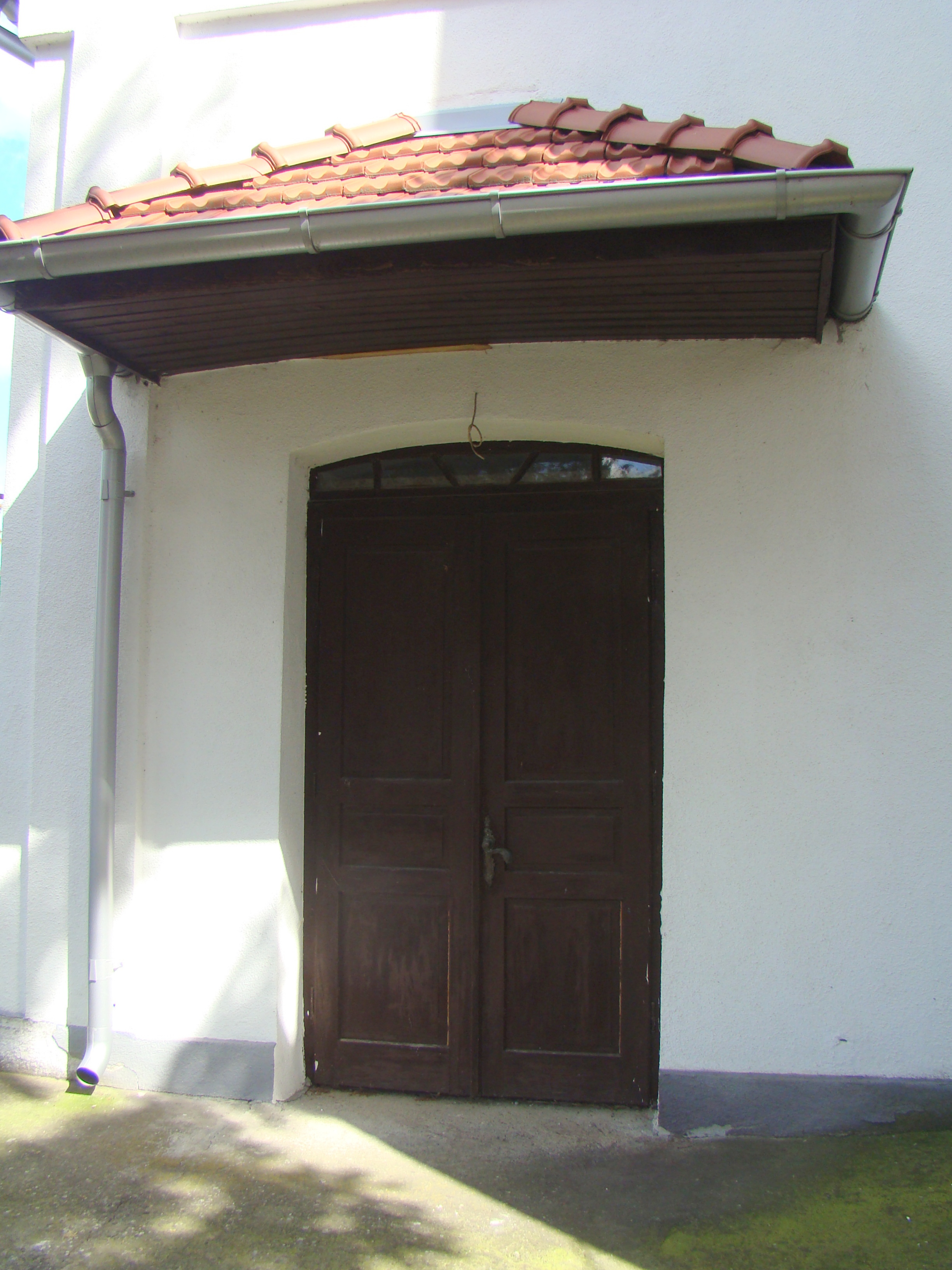
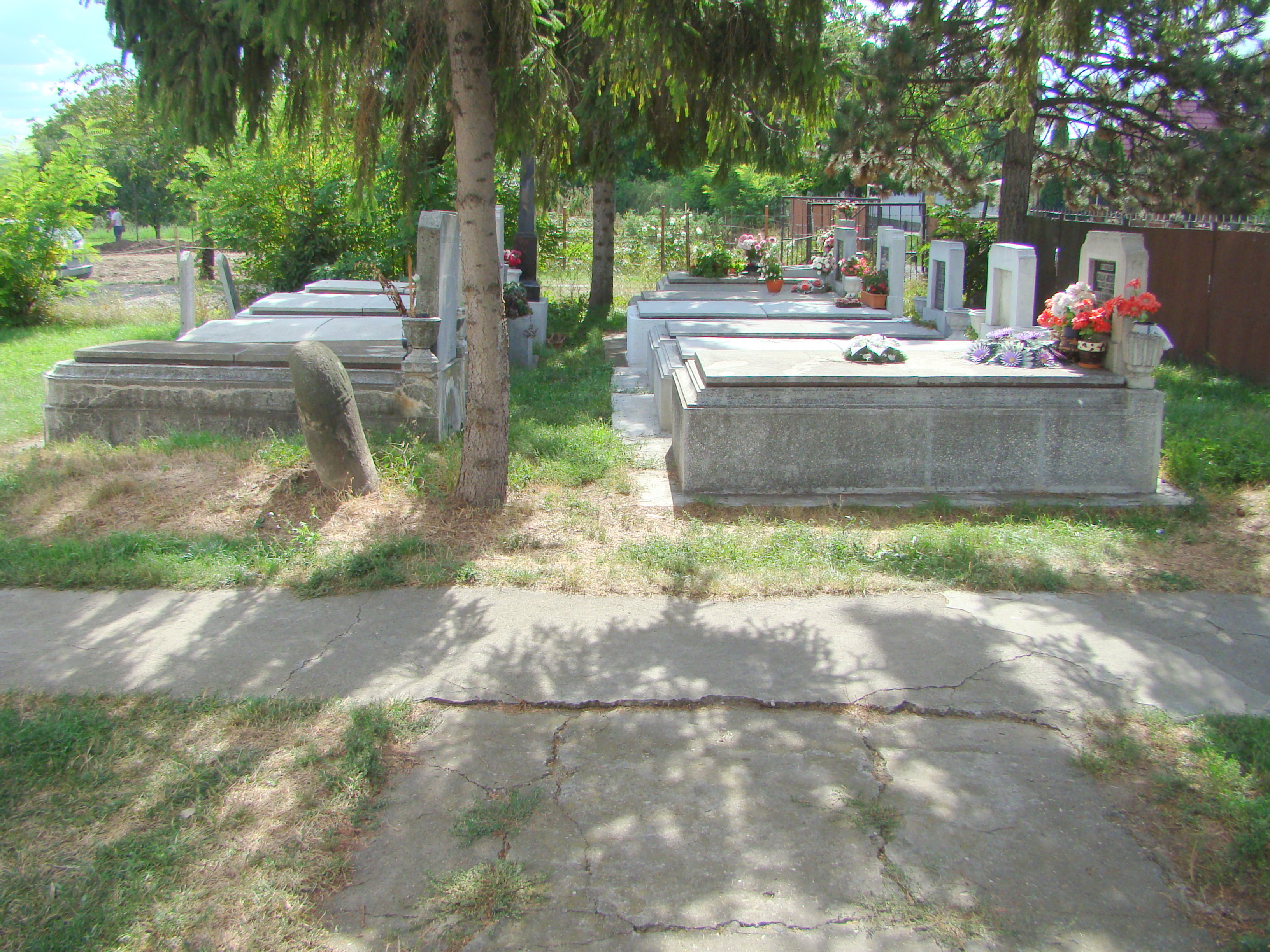
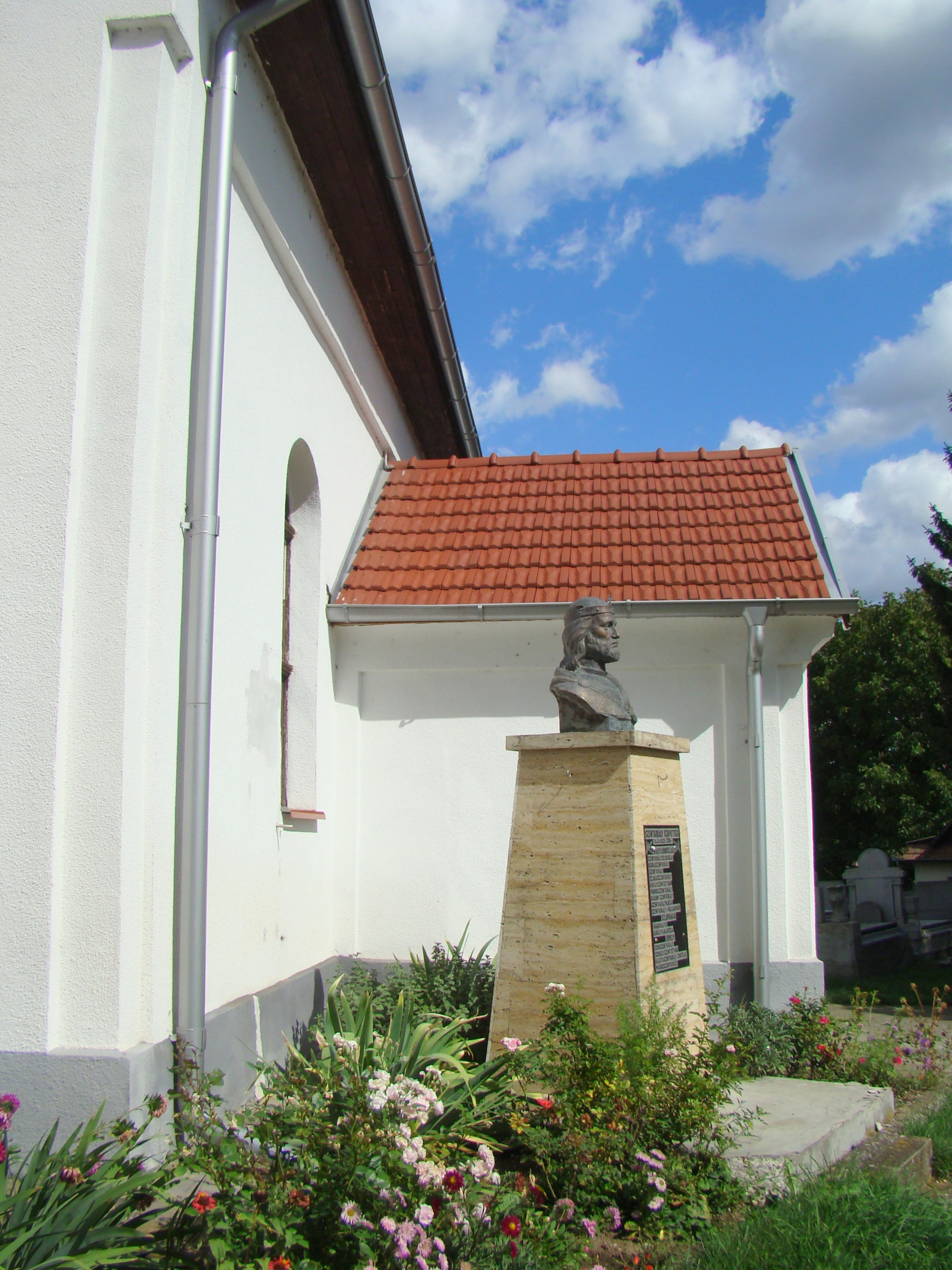
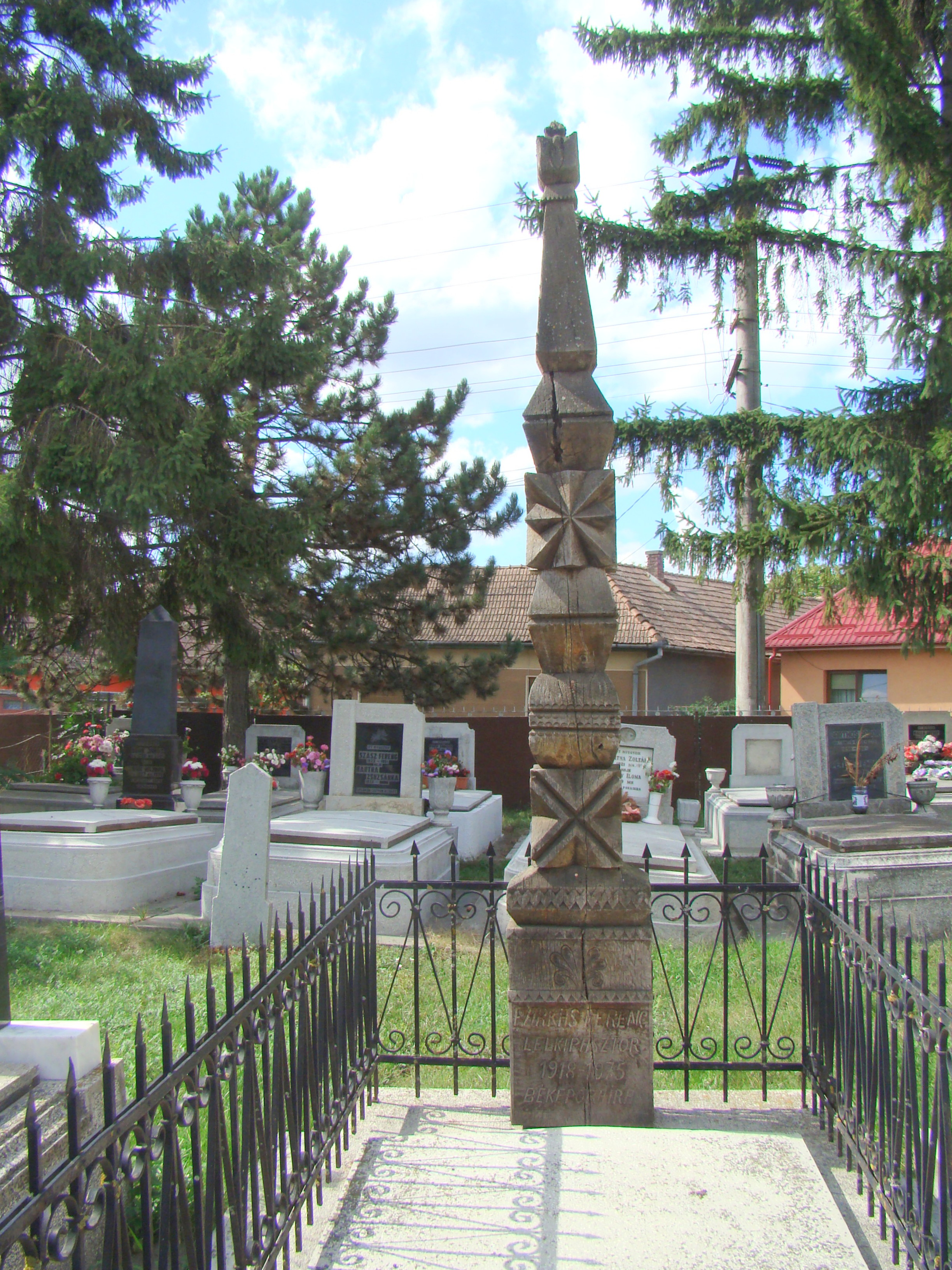
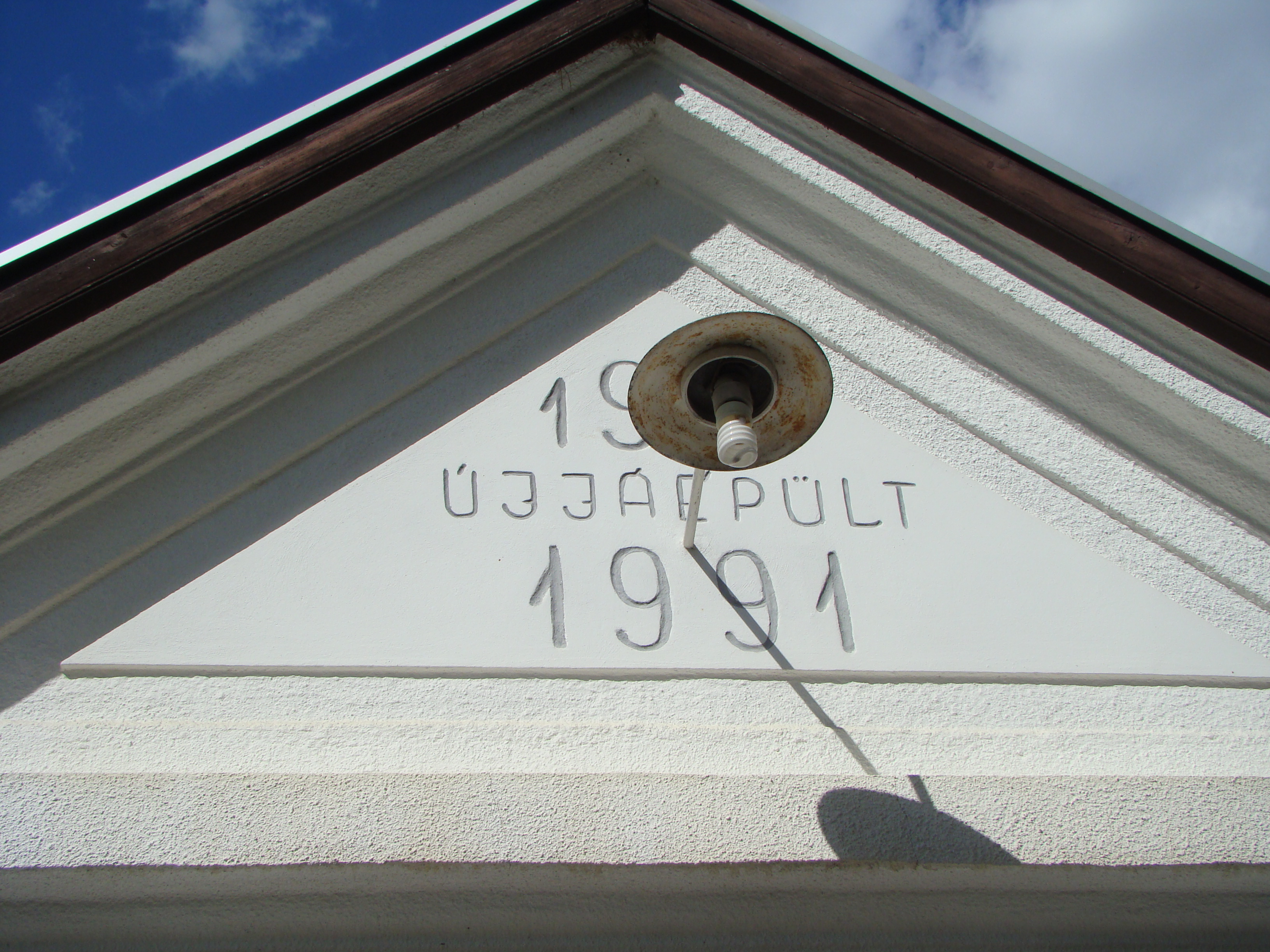
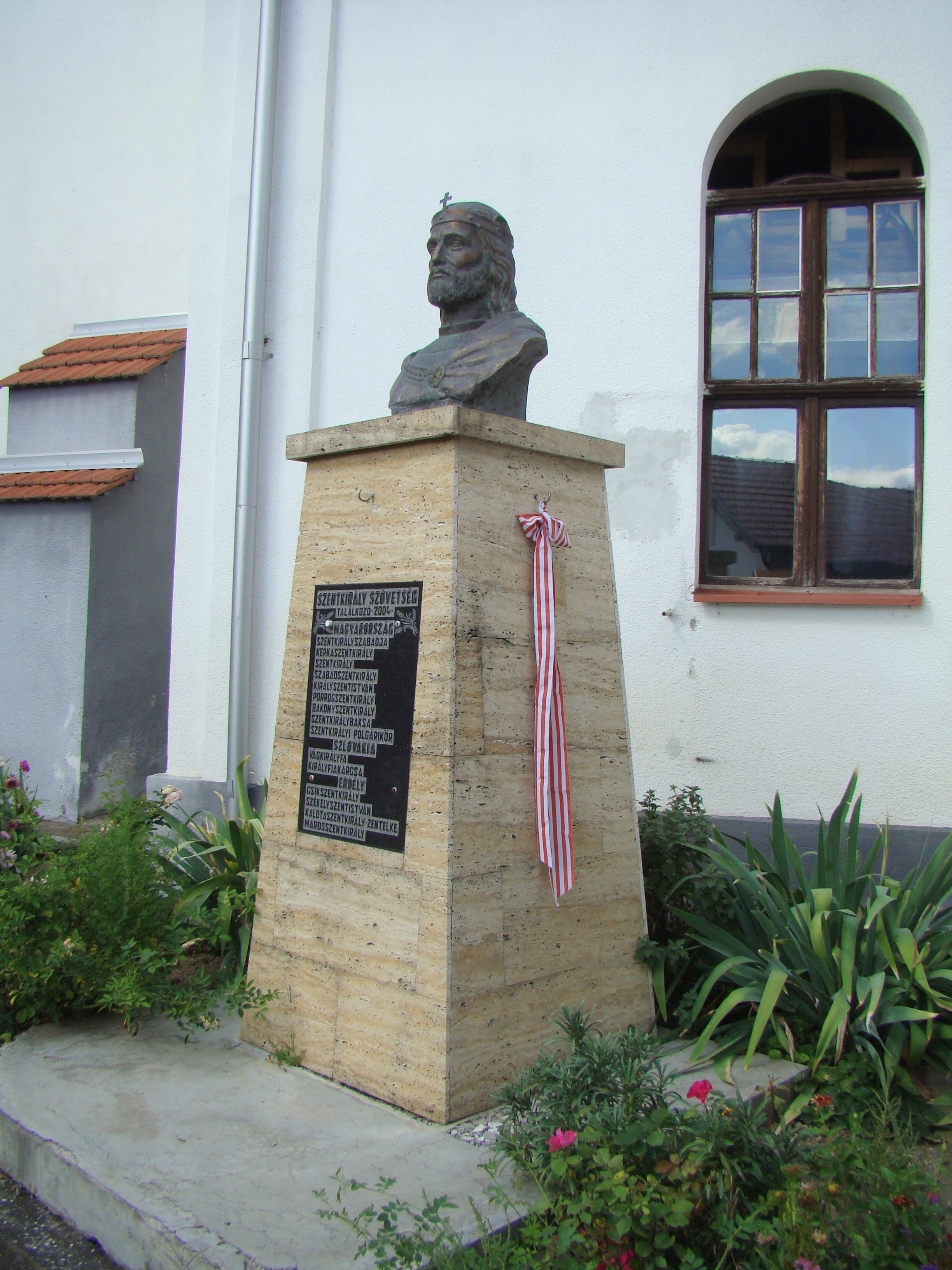
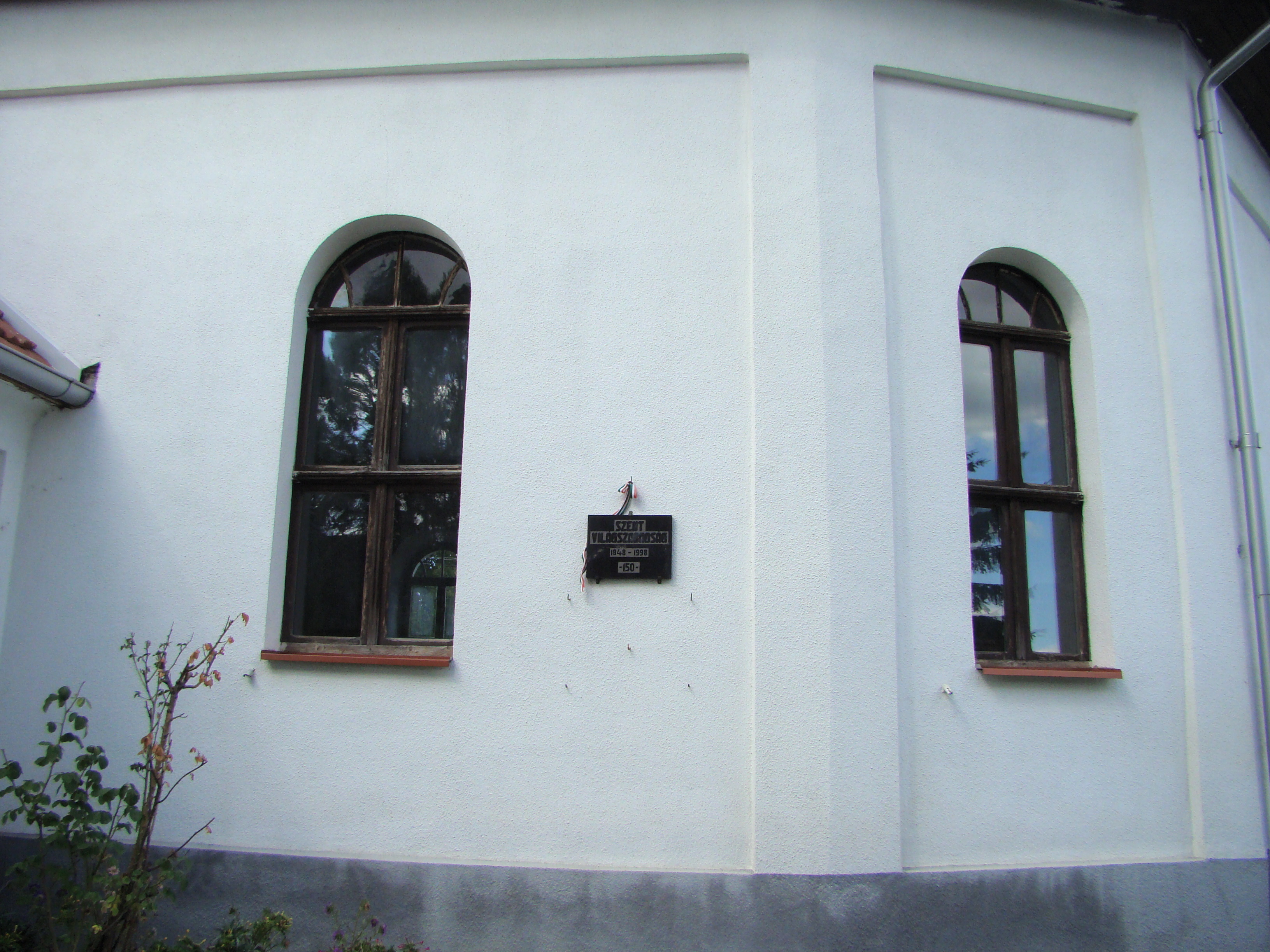
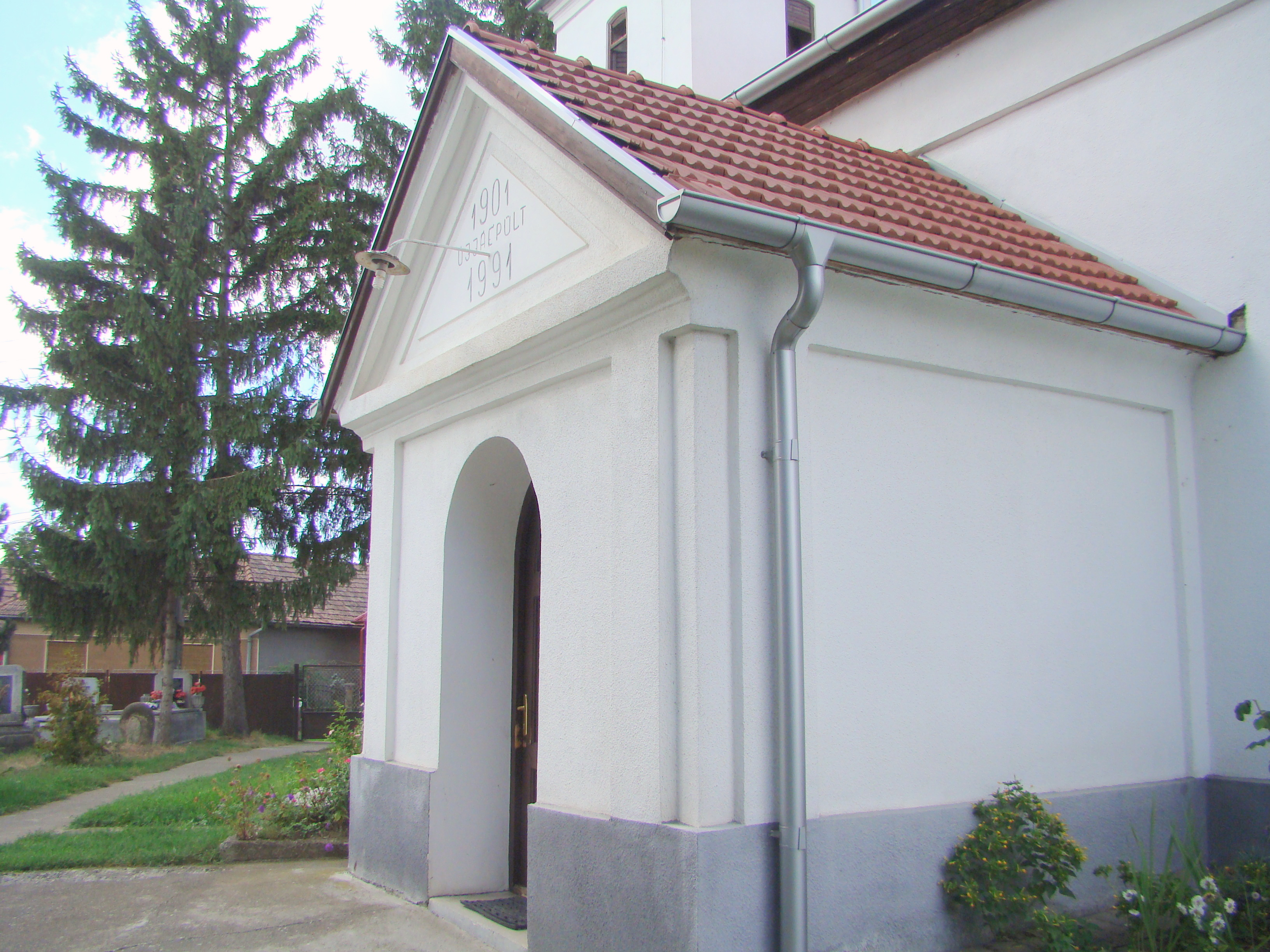
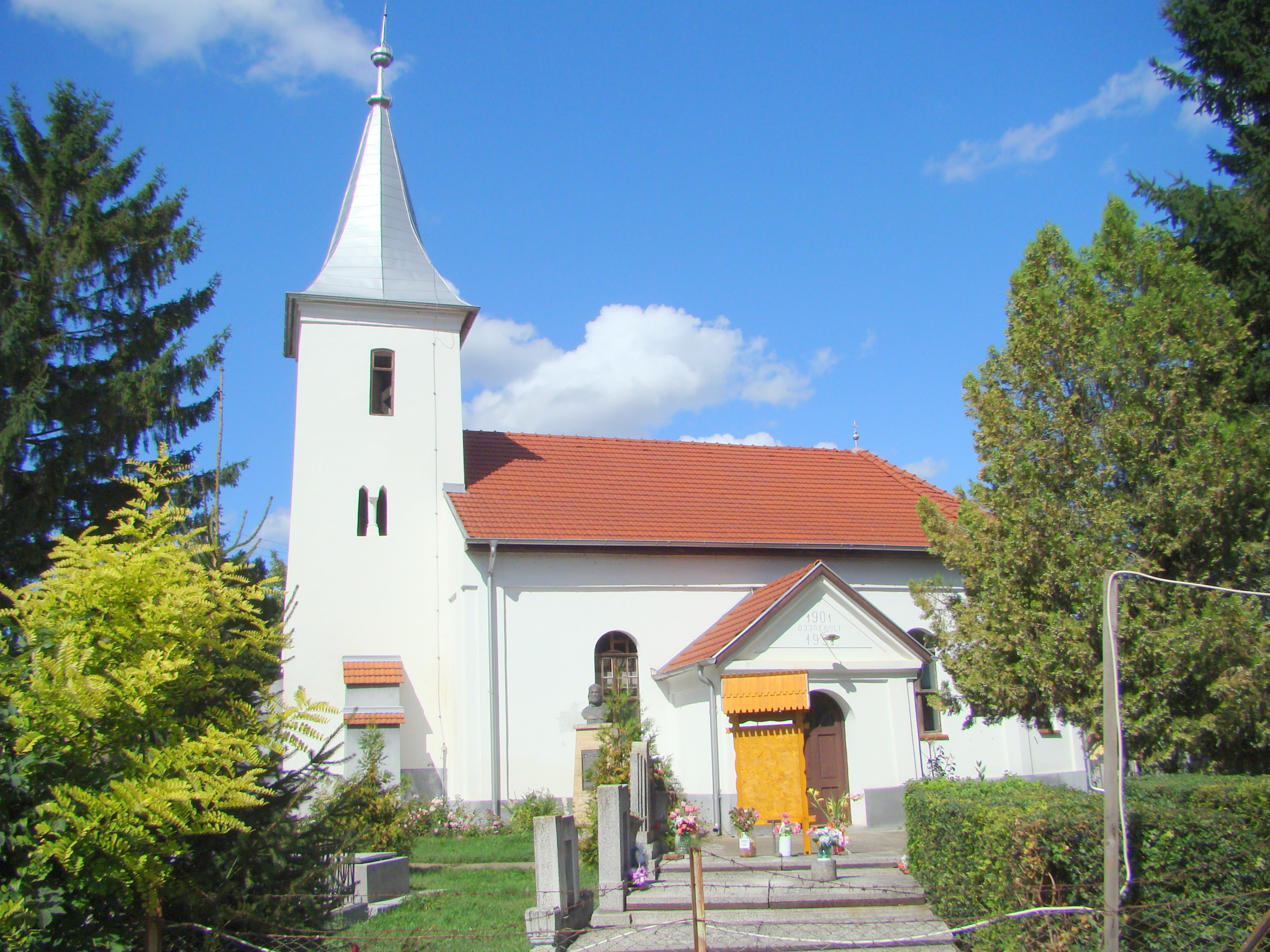
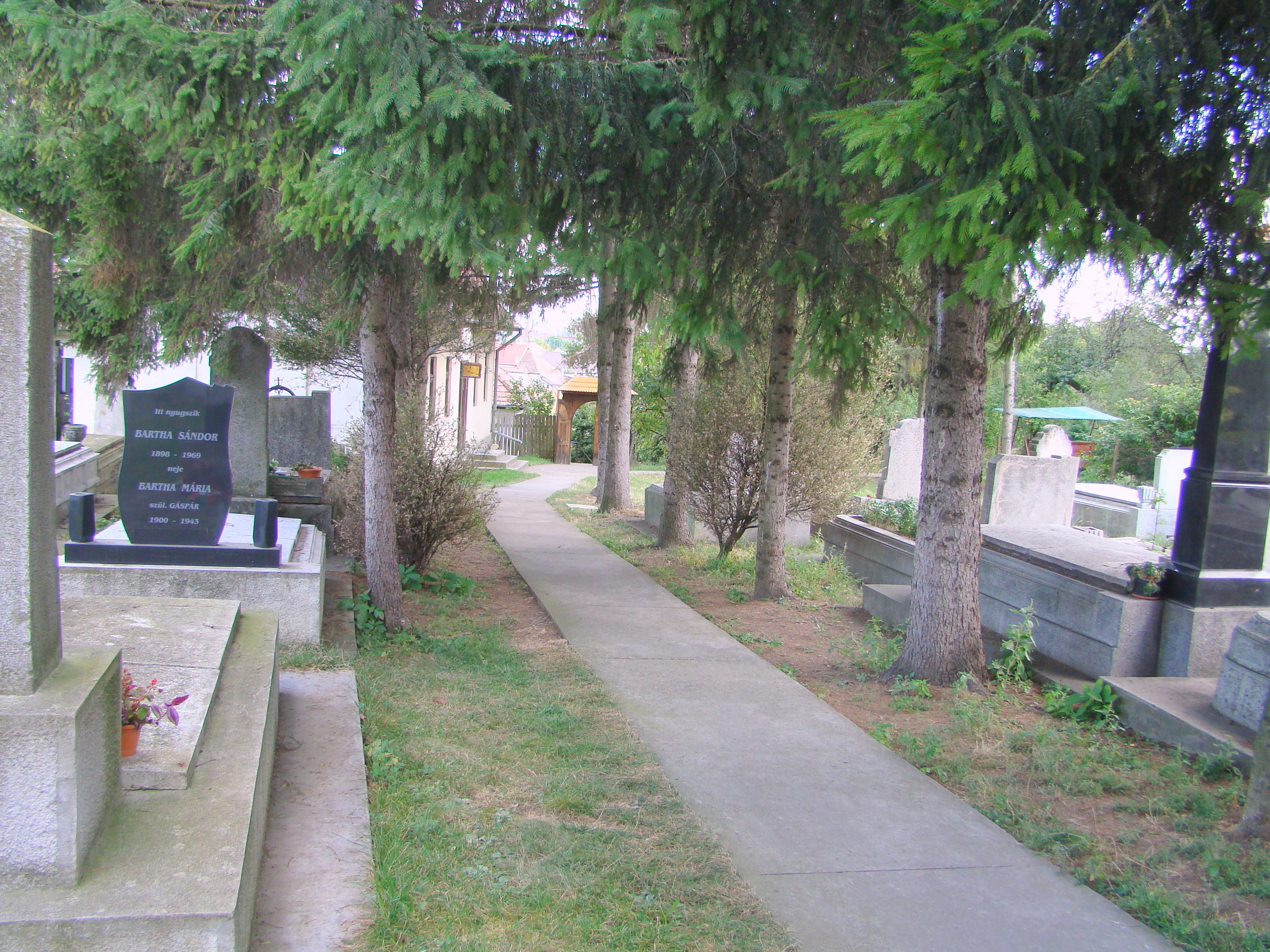
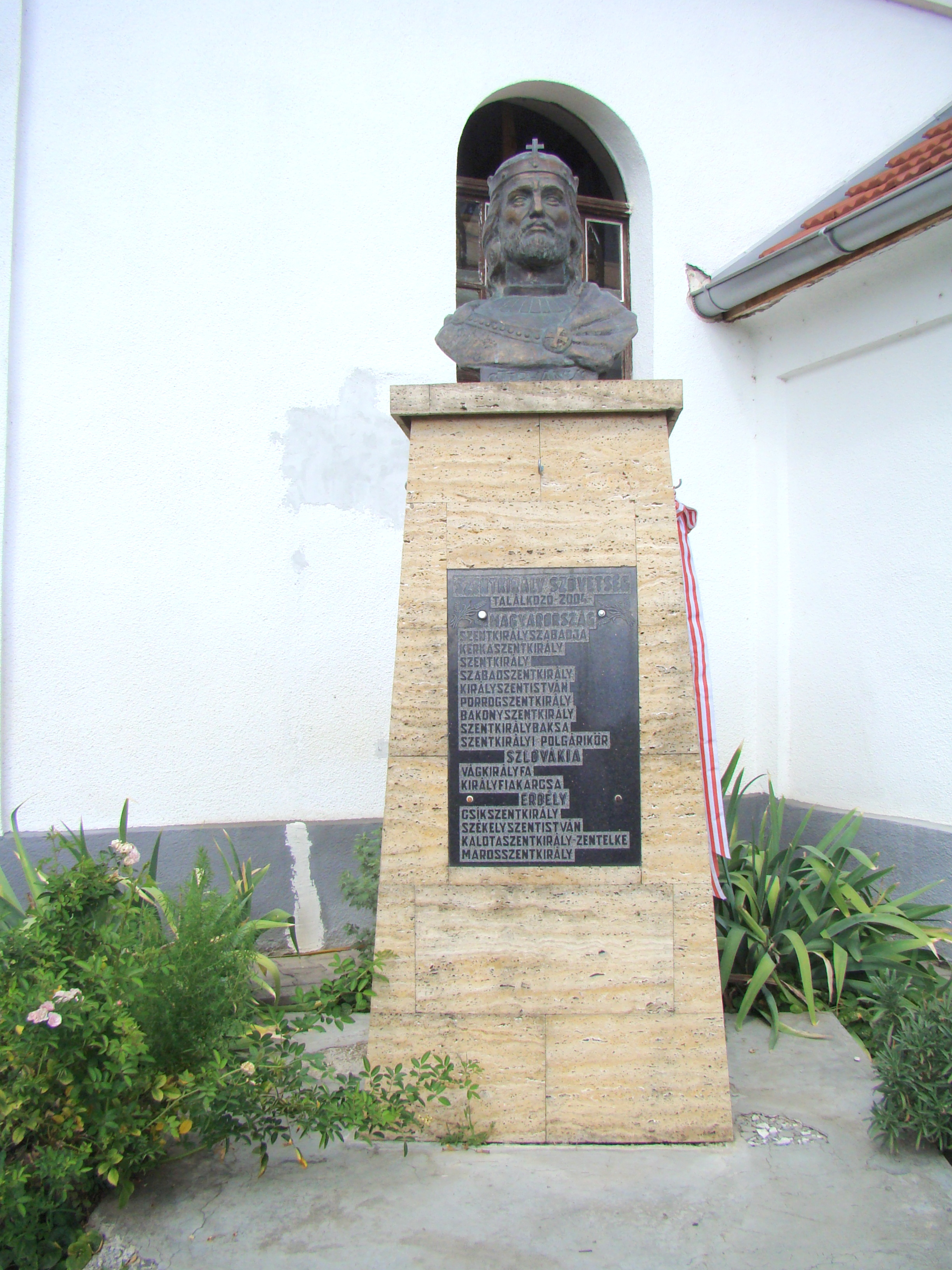
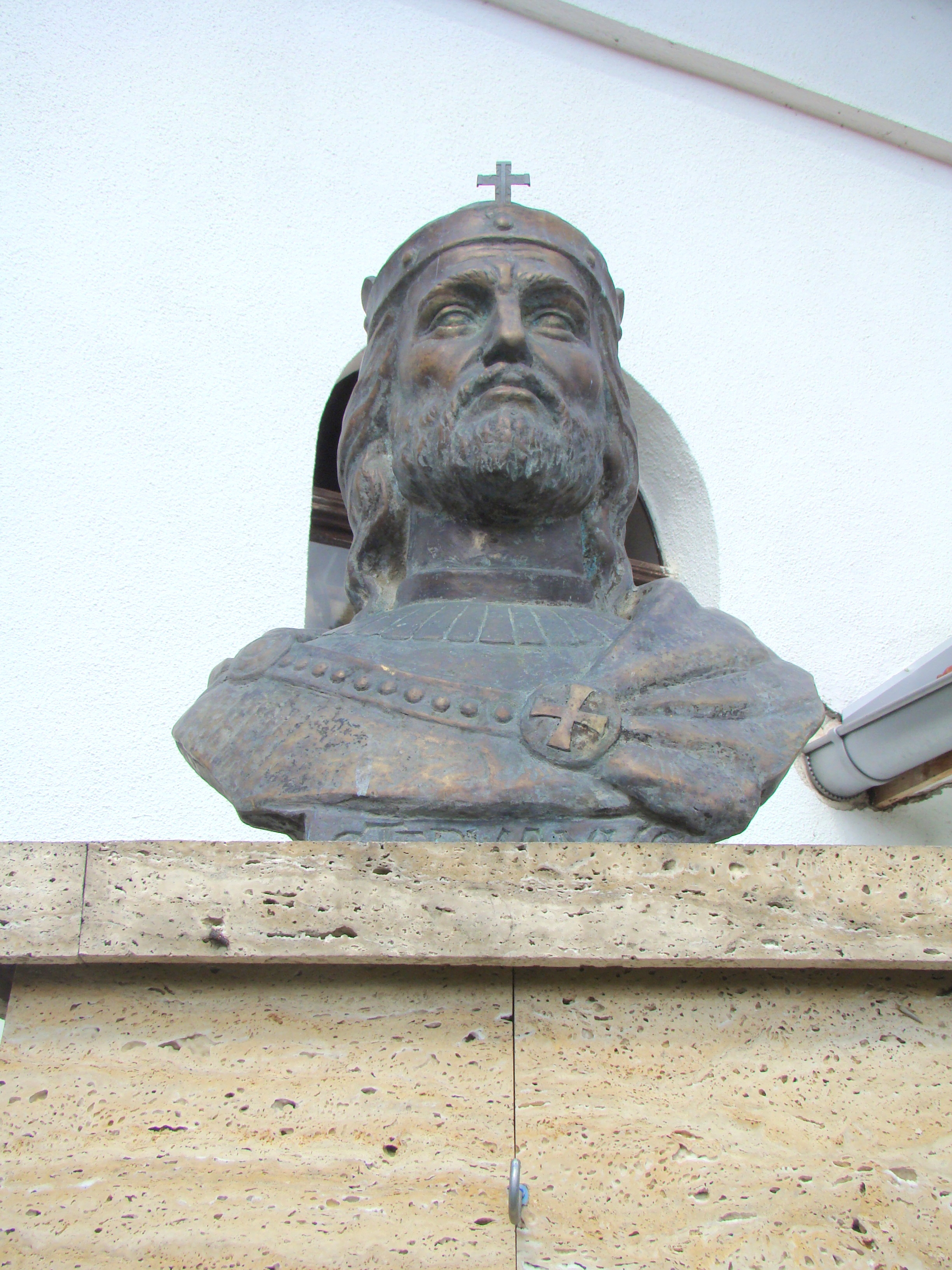
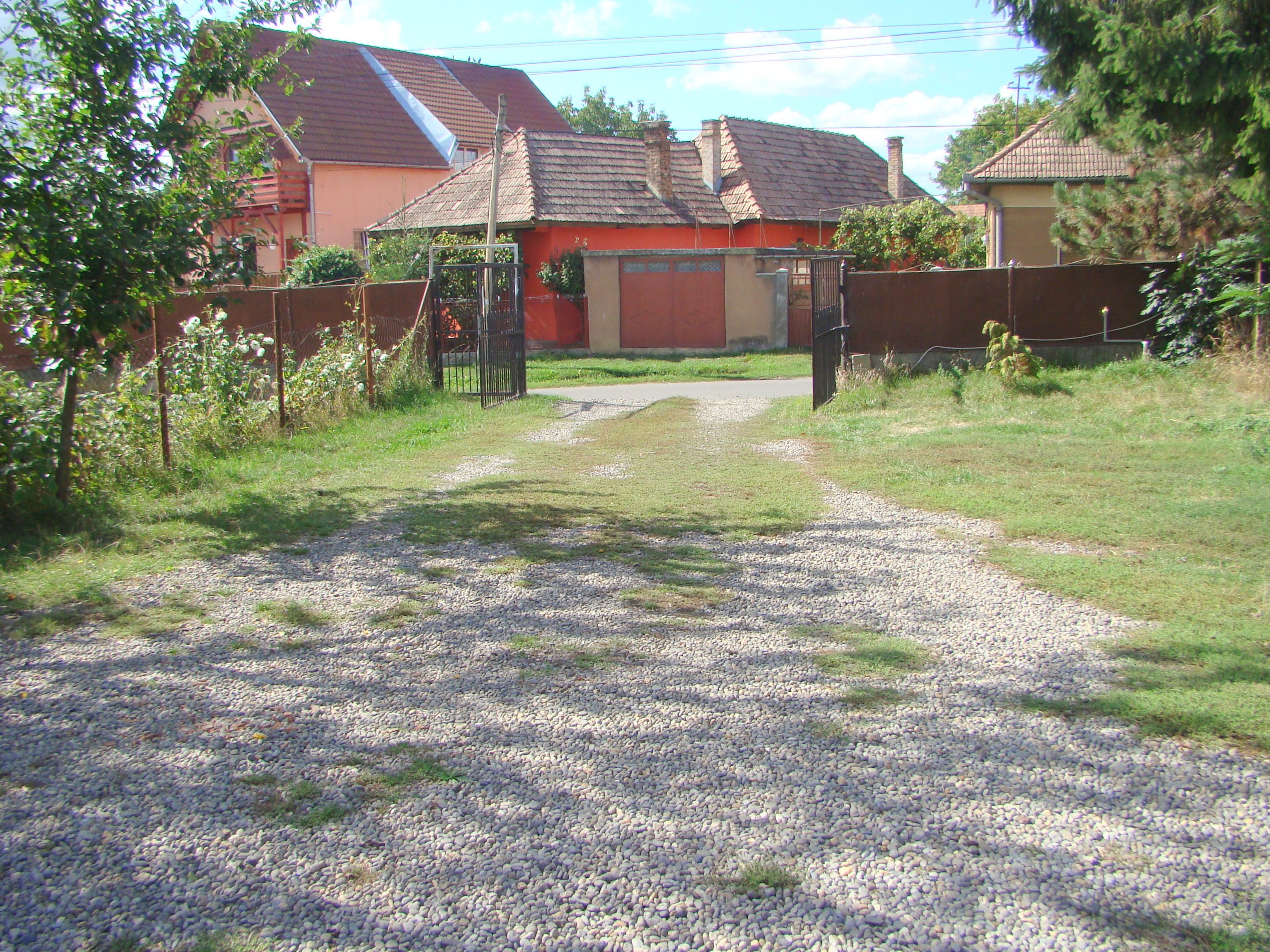
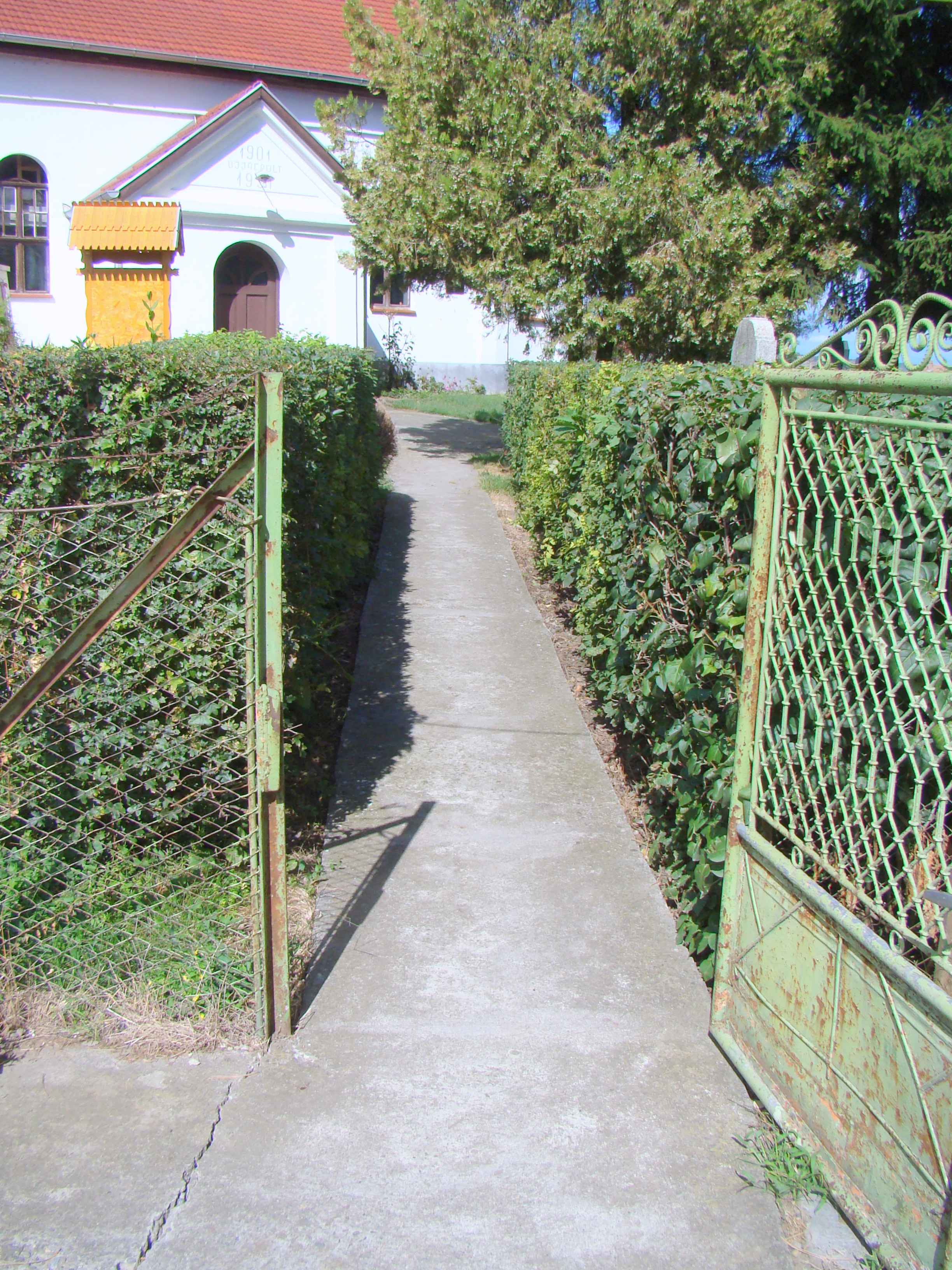

## Vezi și
- Sâncraiu de Mureș, Mureș

## Imagini din interior

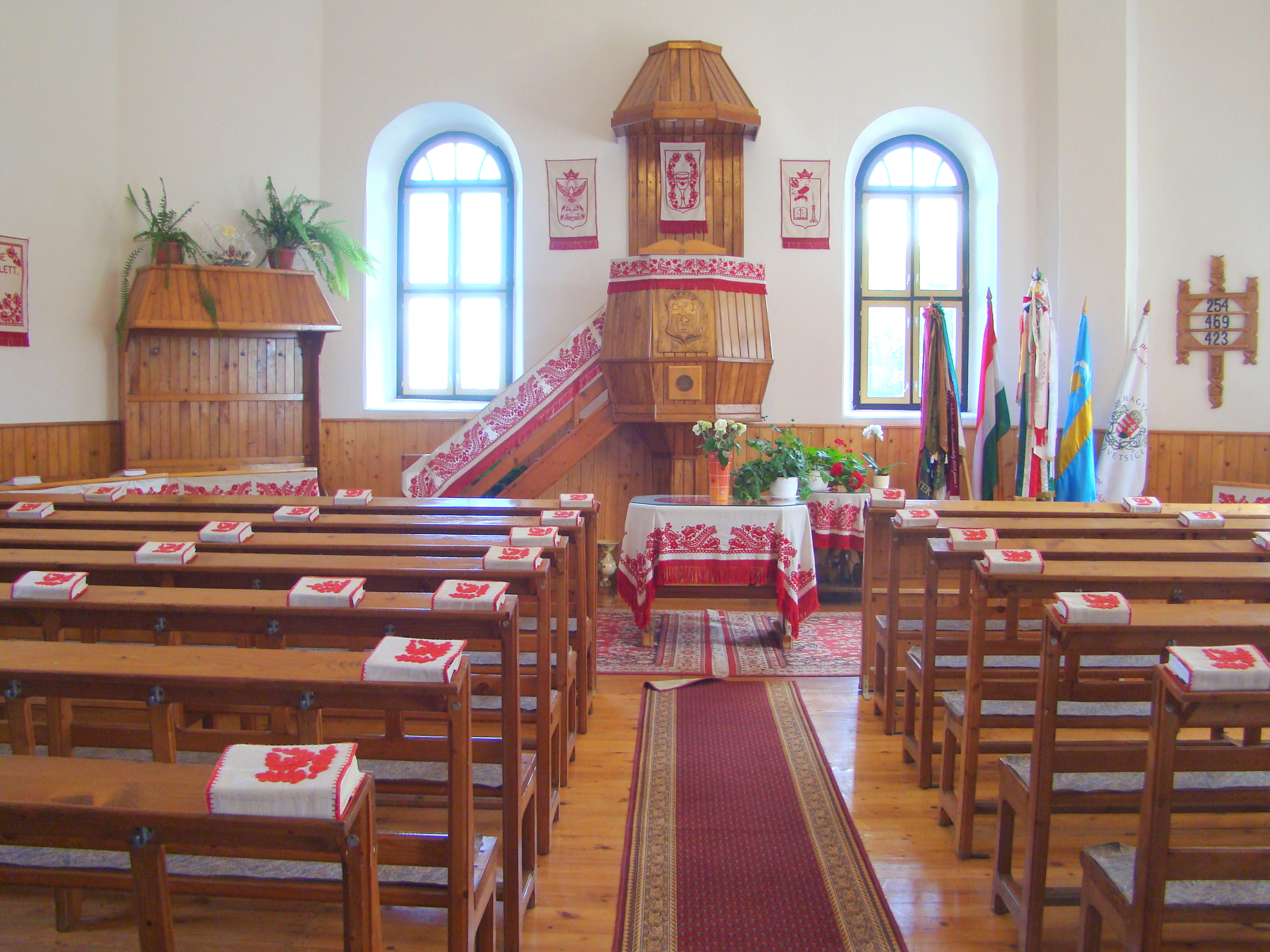
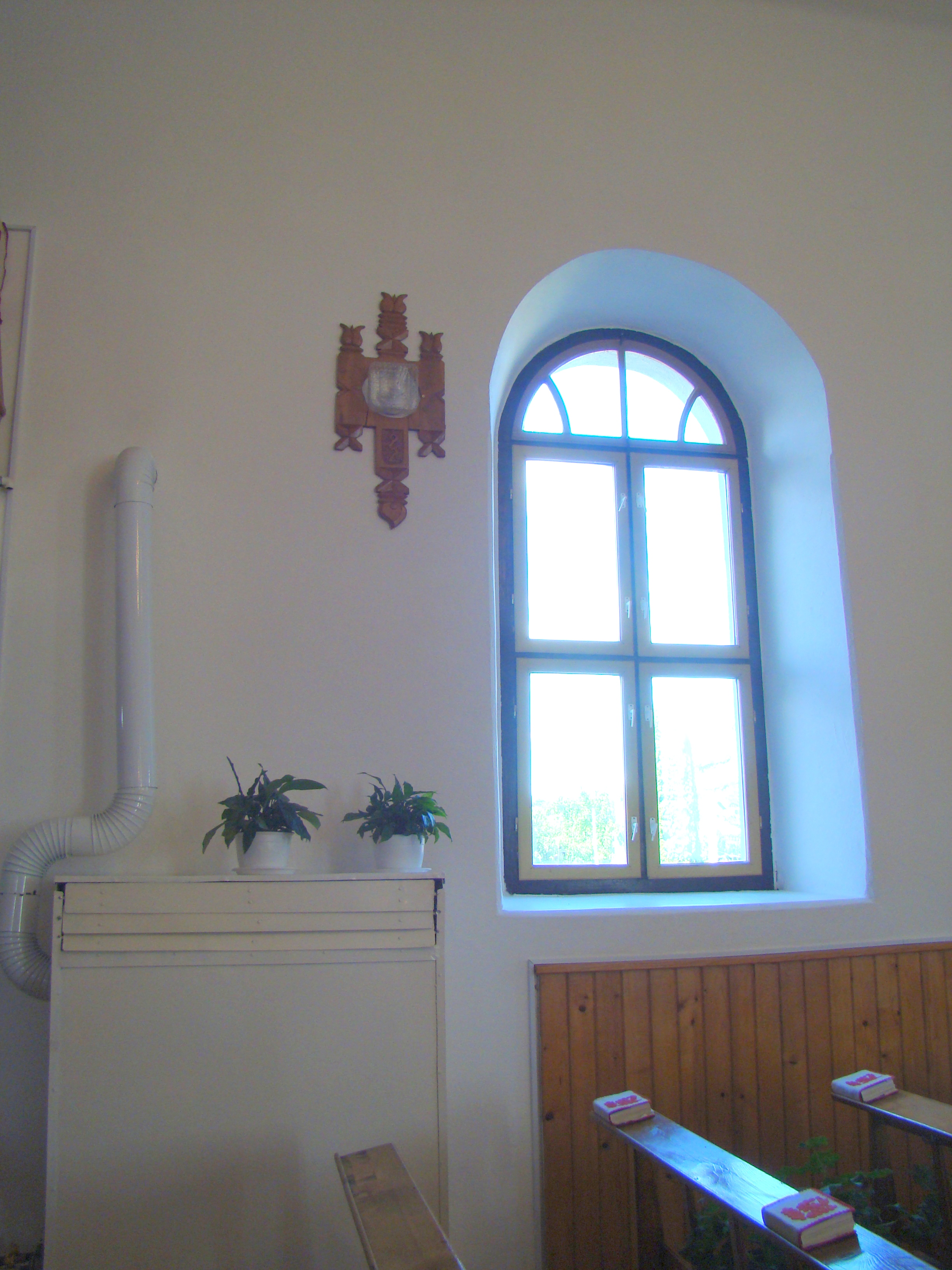
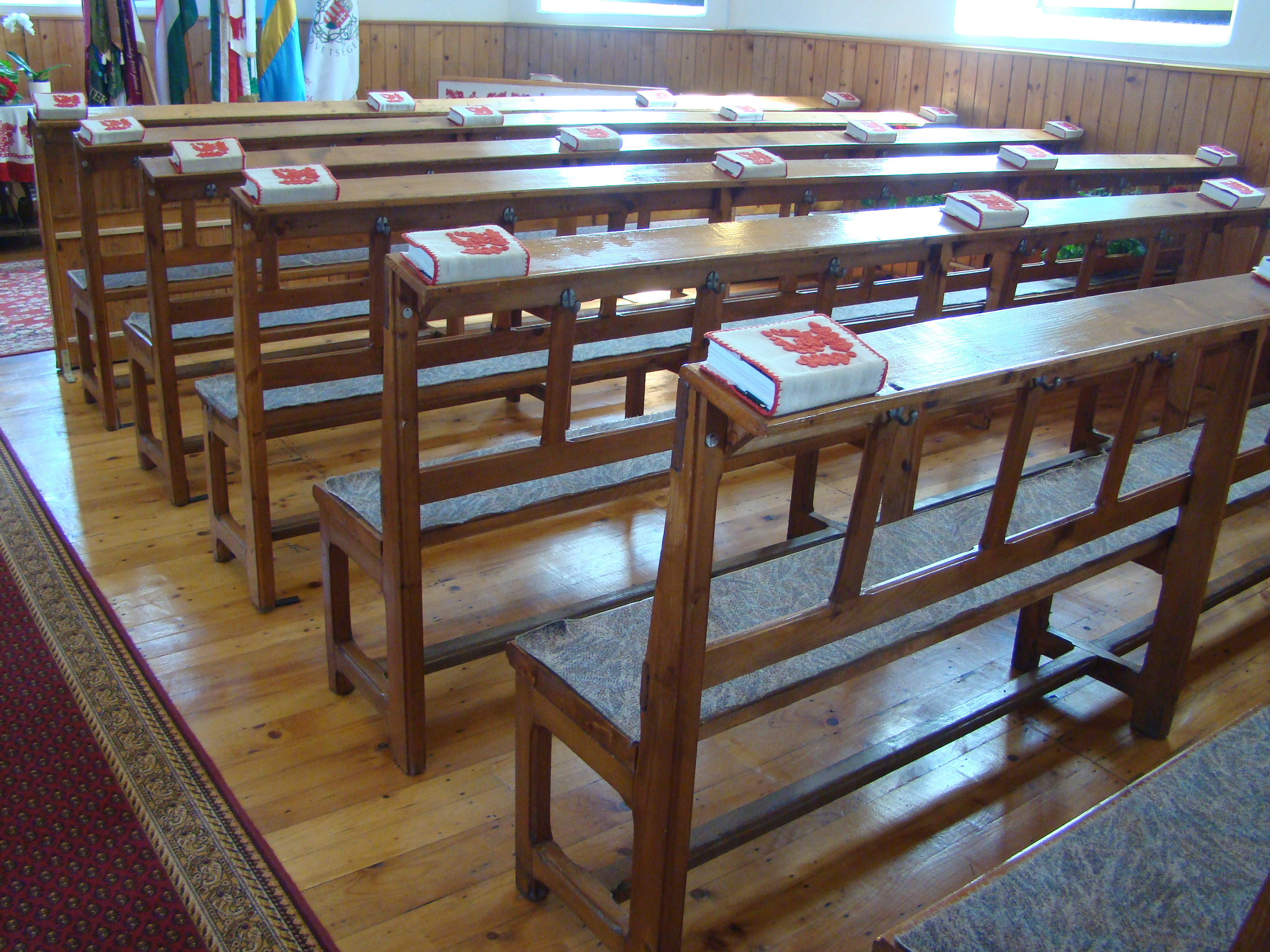
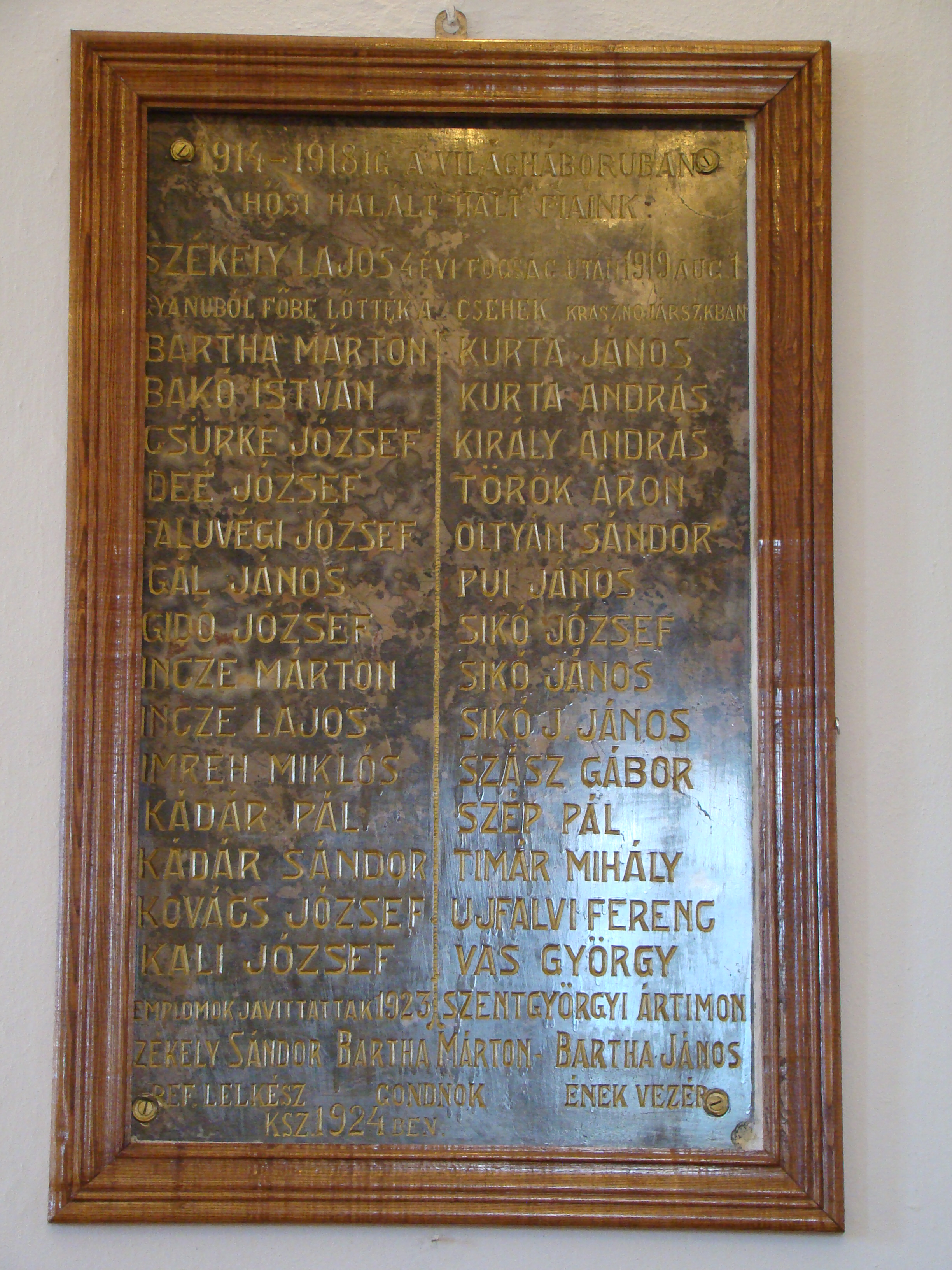
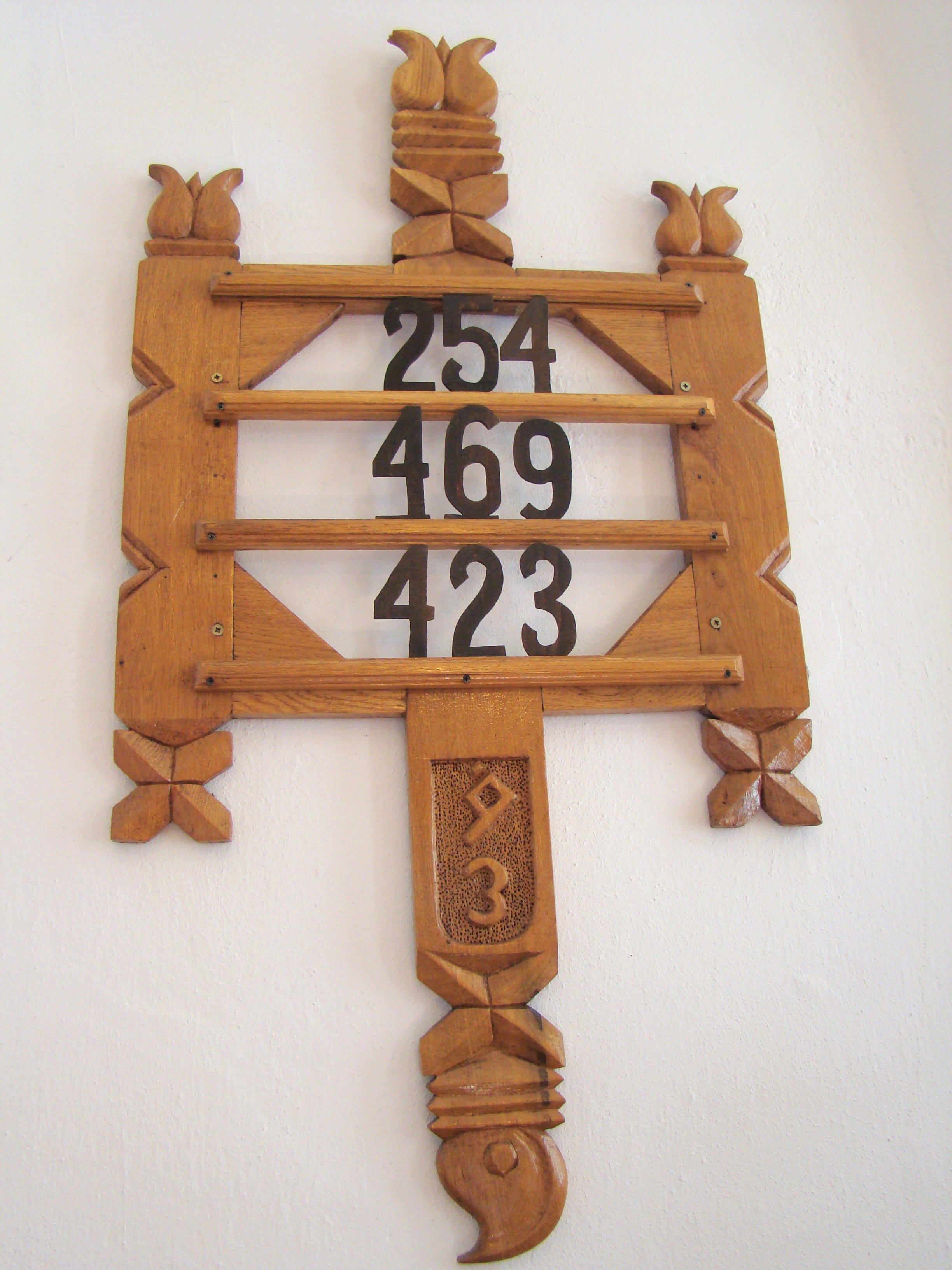
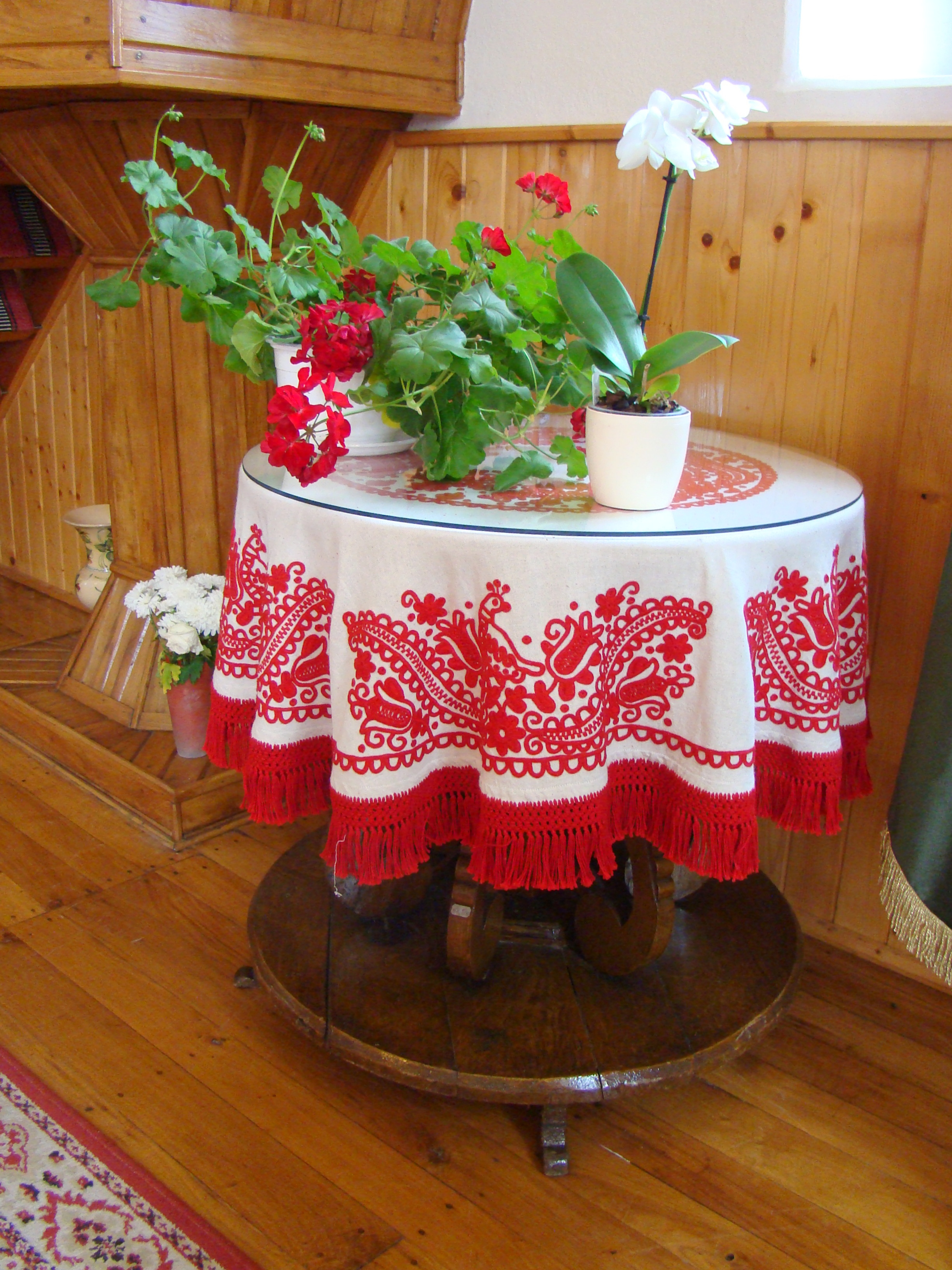
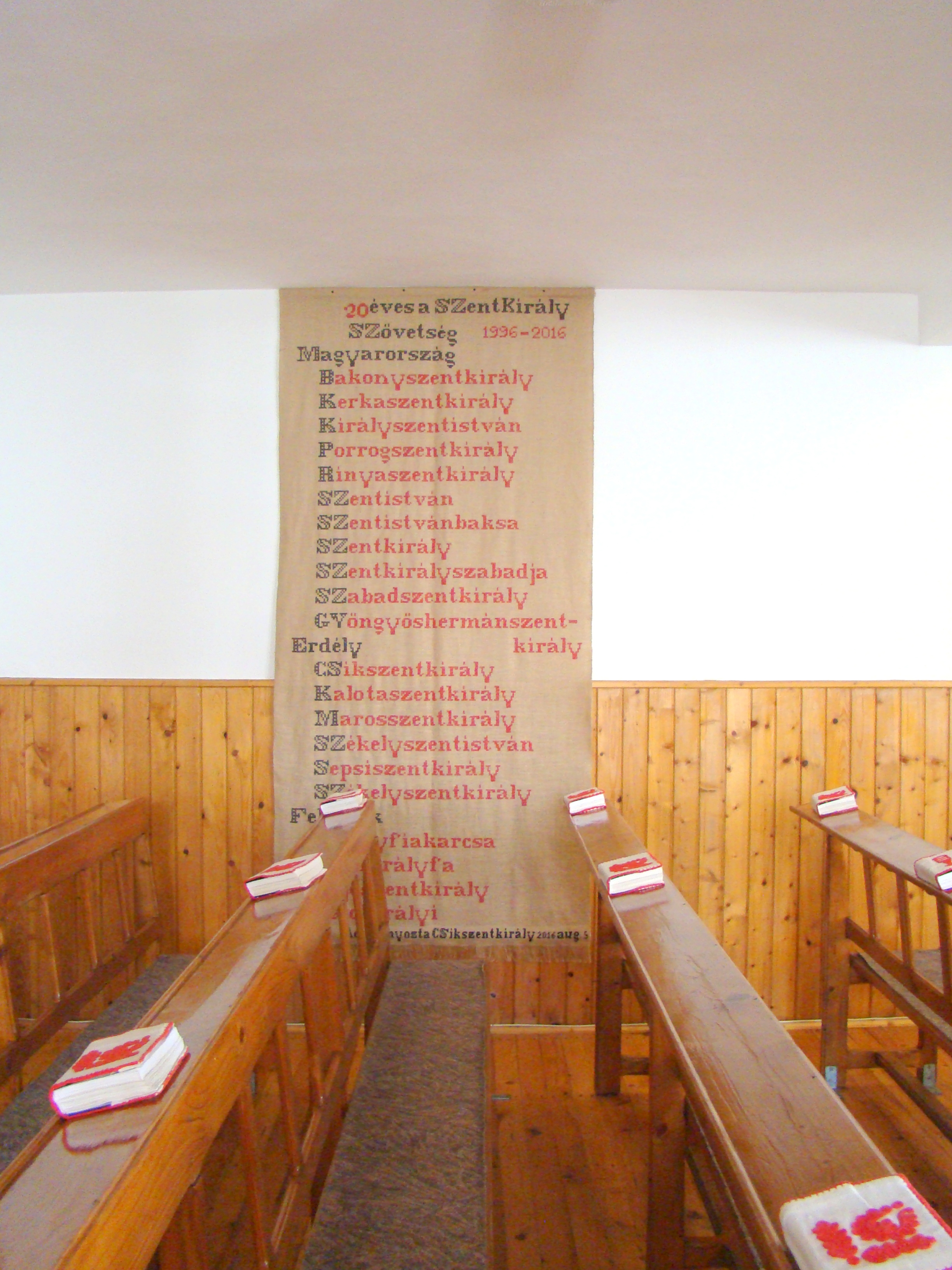
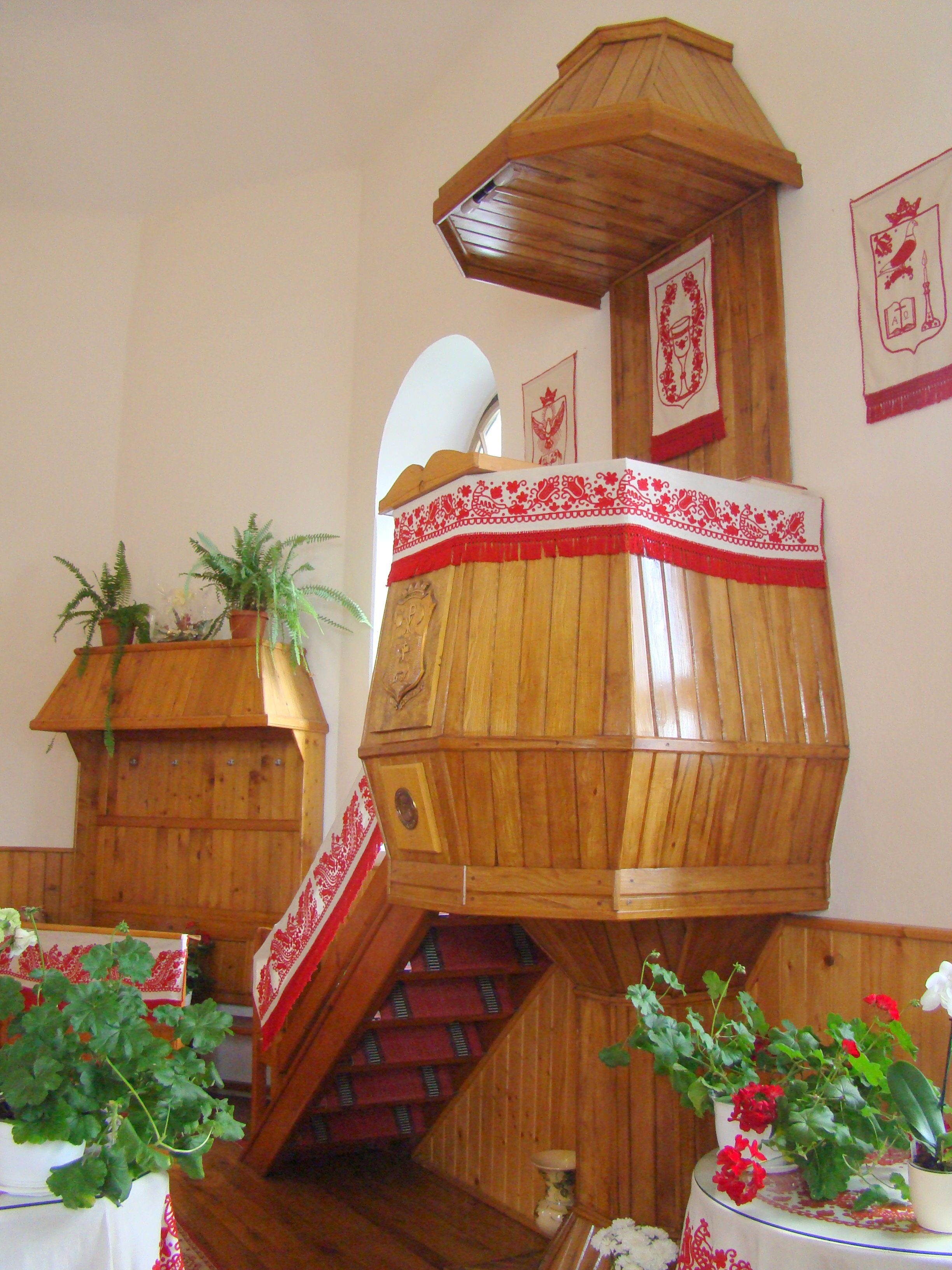
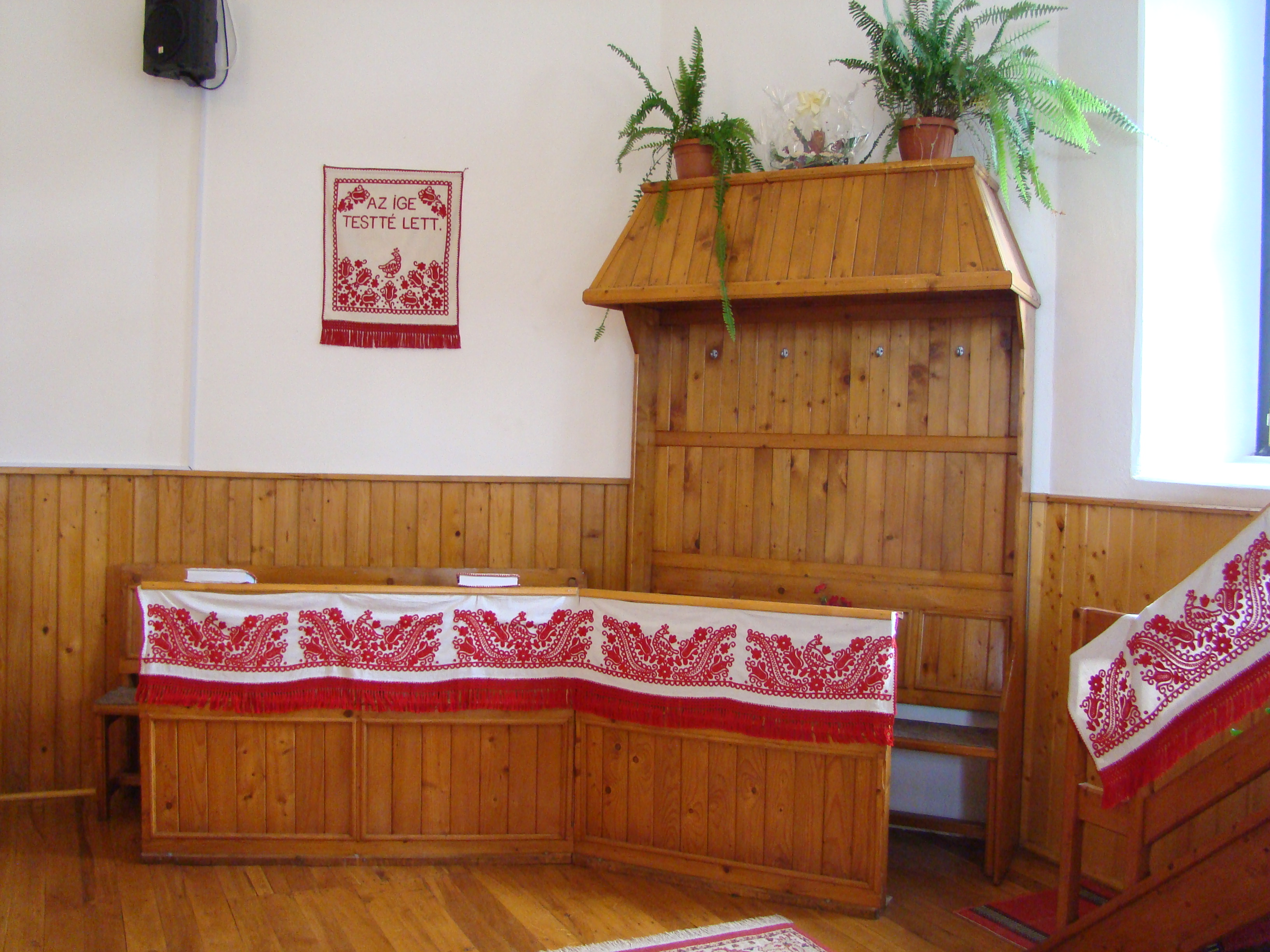
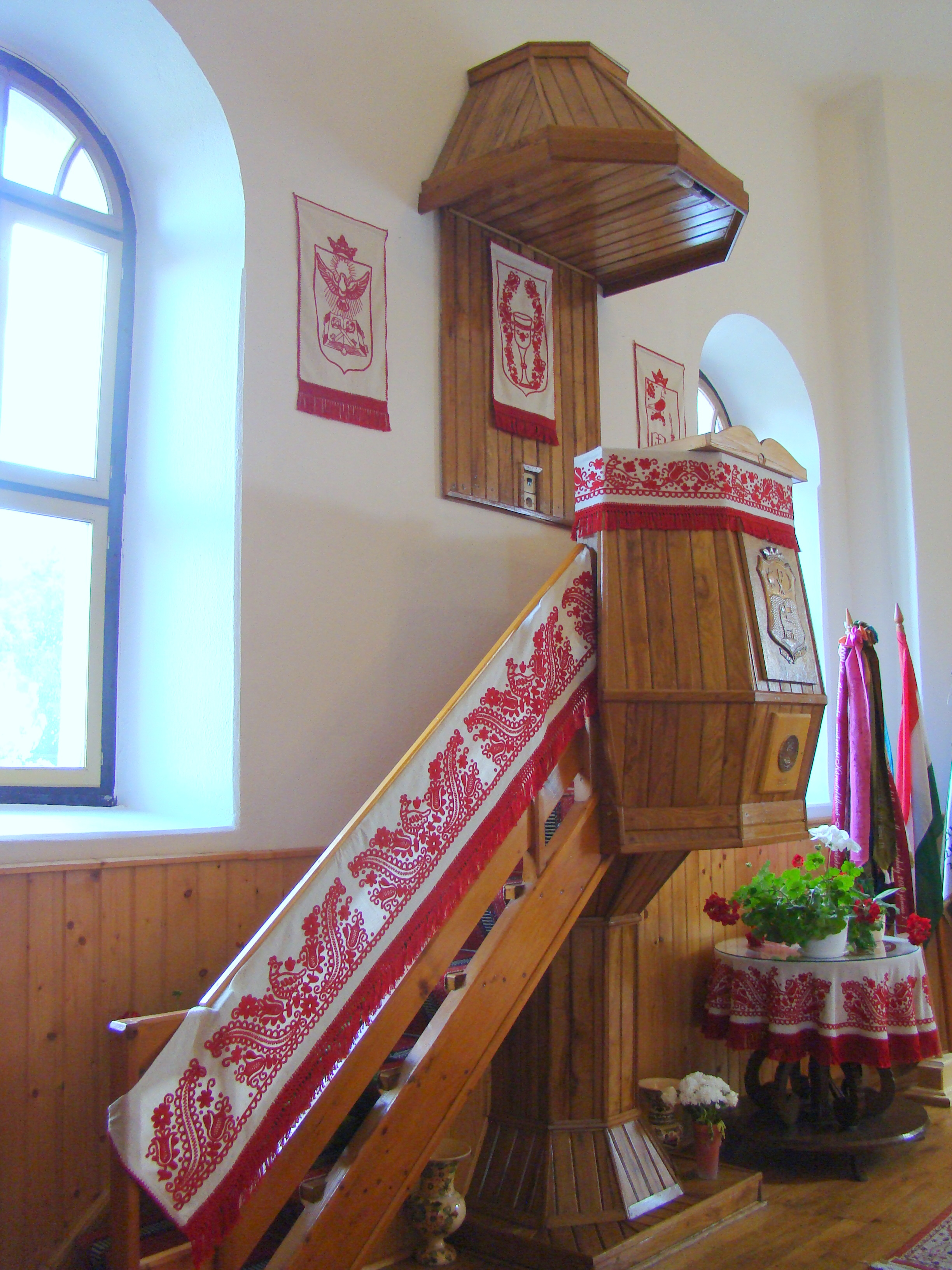
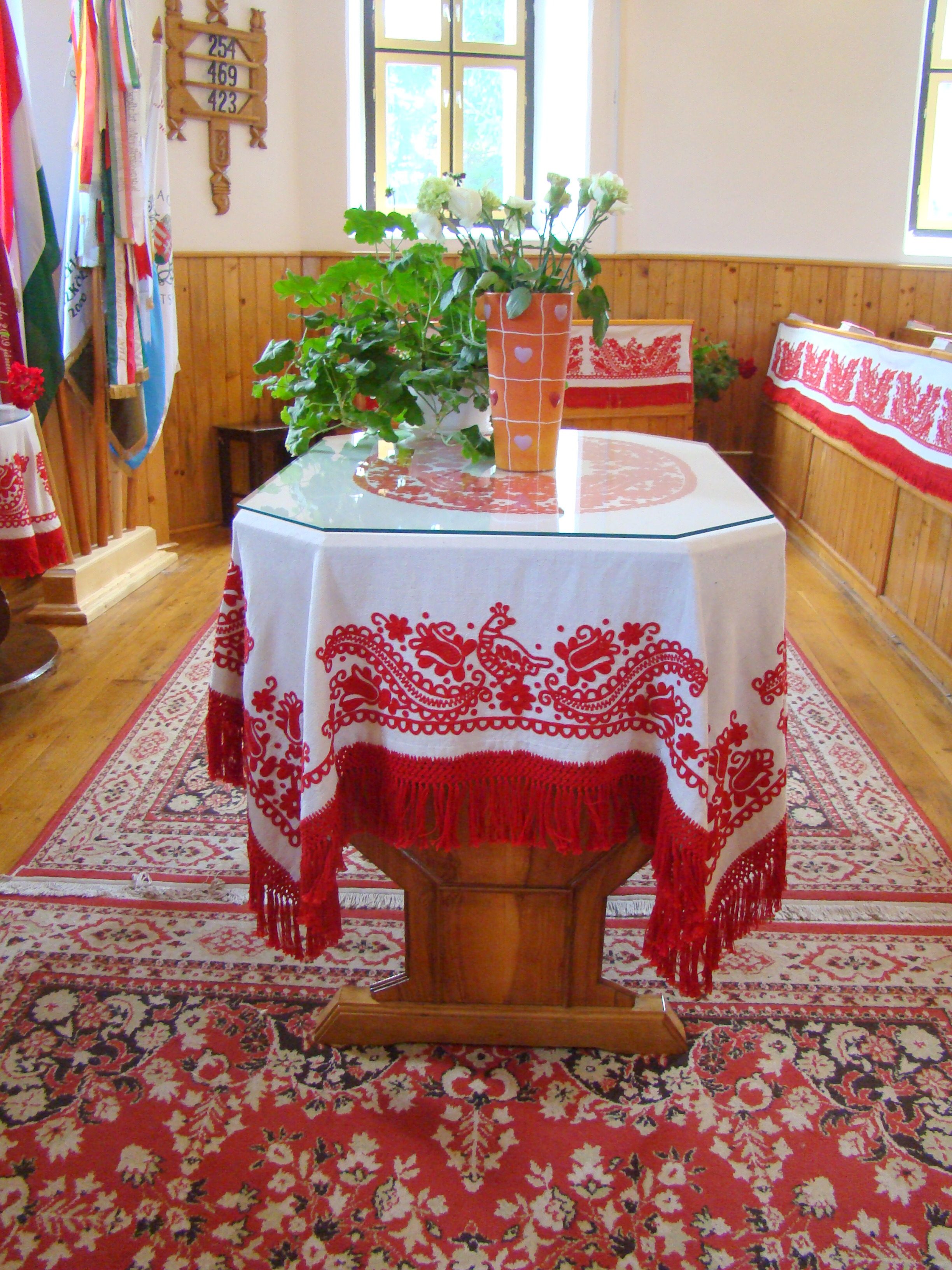
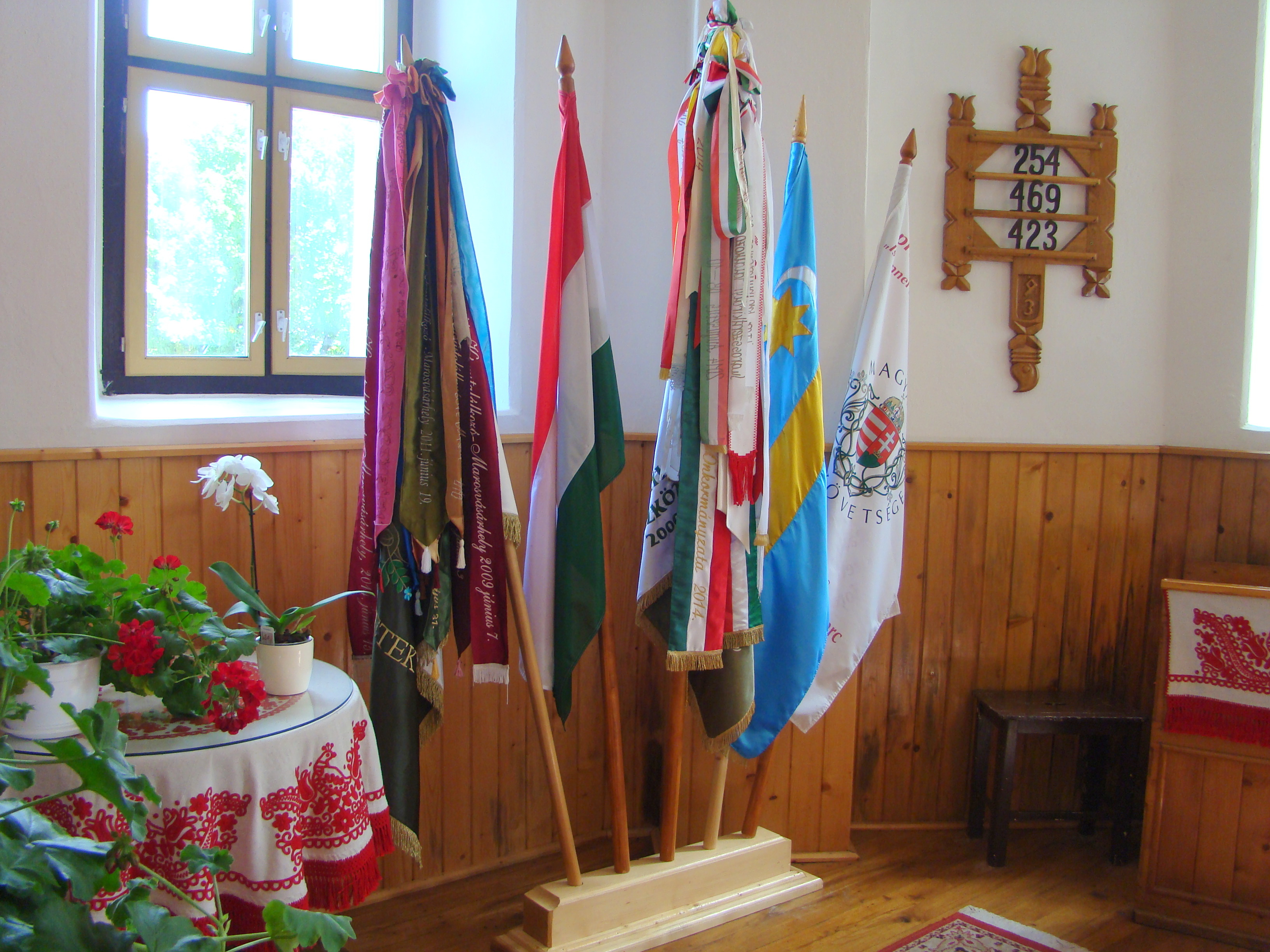
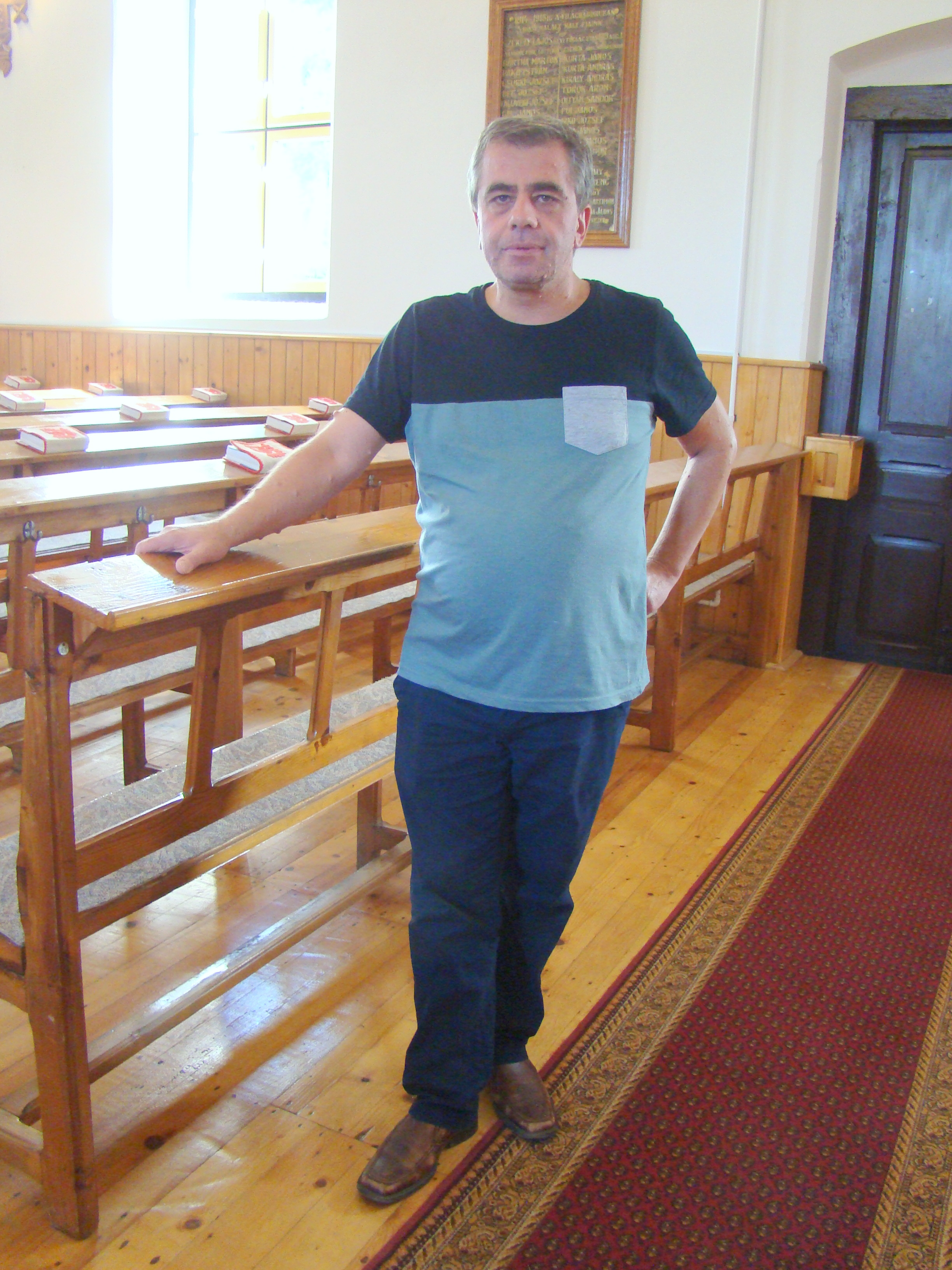
Pastorul reformat din satul Sâncraiu de Mureș; comuna Sâncraiu de Mureș: Veress László
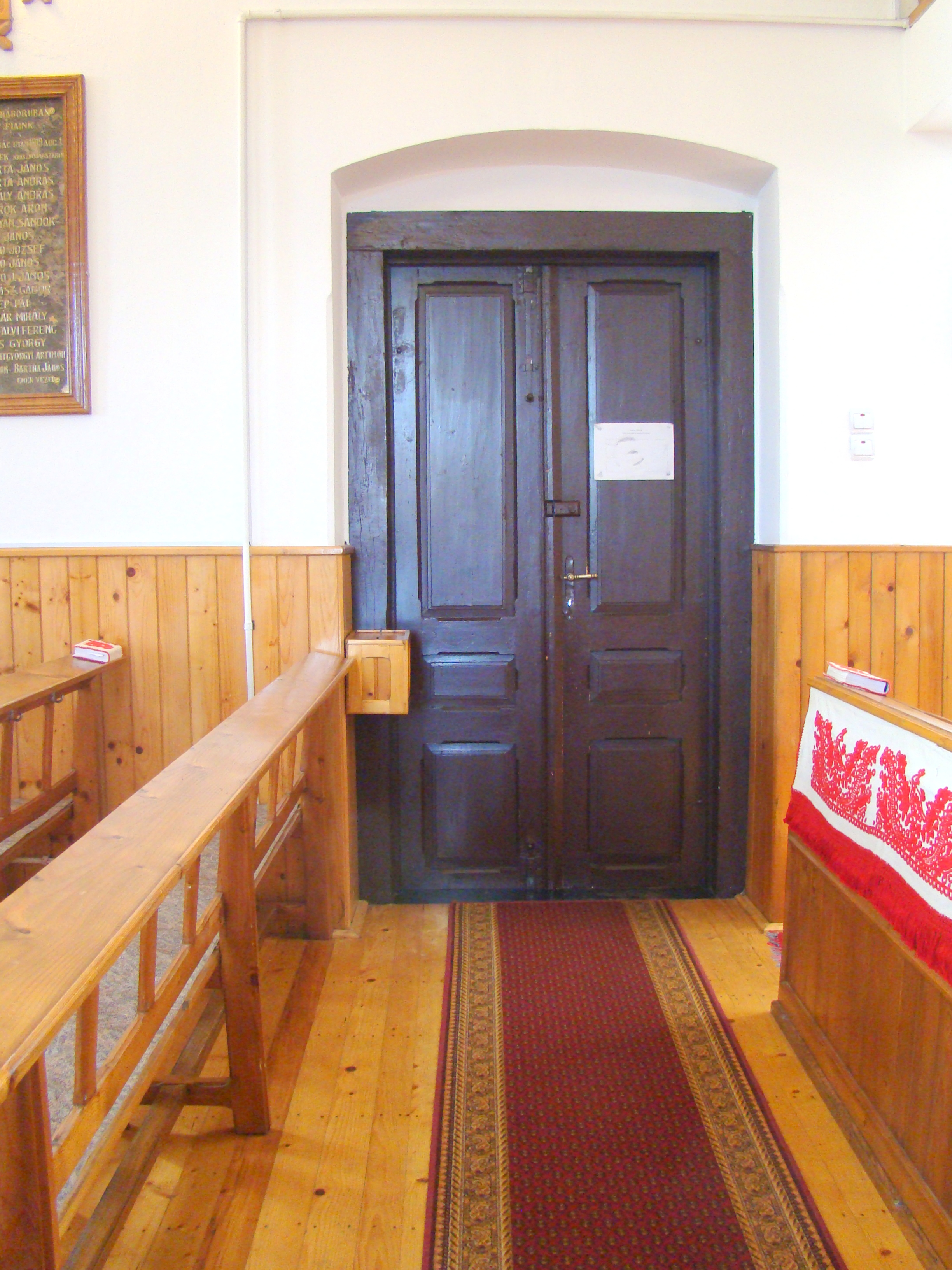